# Список птахів Колумбії

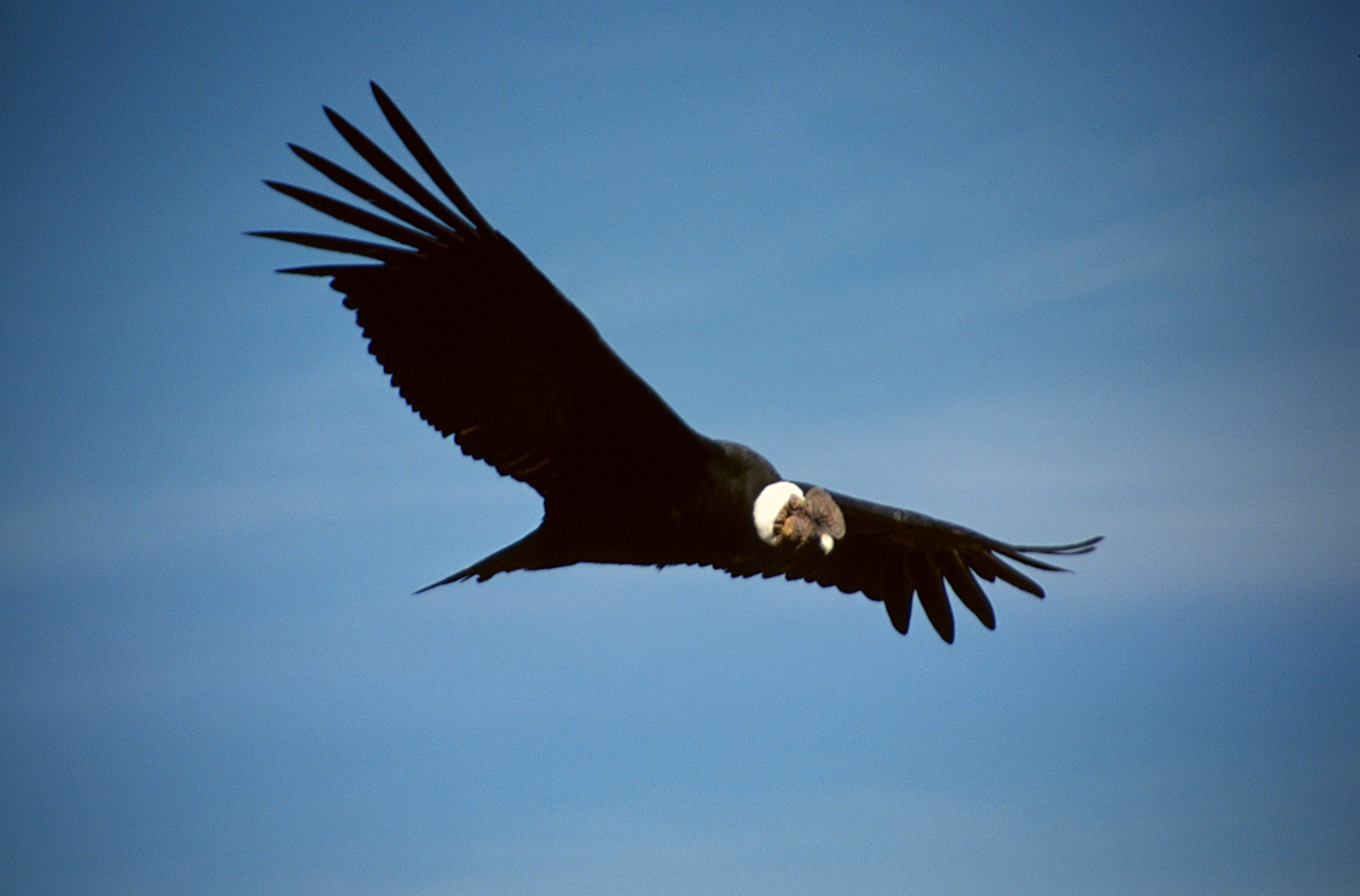
Кондор андійський (Vultur gryphus) є національним птахом Колумбії

Це перелік видів птахів, зафіксованих на території Колумбії. Авіфауна Колумбії налічує загалом 1916 видів, що робить Колумбію першою країною в світі за кількістю зафіксованих видів птахів. 85 видів є ендемічними. 3 види були інтродуковані людьми (горобець хатній, мунія трибарвна і голуб сизий). 68 видів є рідкісними або випадковими.
Колумбійська провінція Сан-Андрес-і-Провіденсія розташована ближче до Нікарагуа, ніж до Південної Америки, тому птахи, які спостерігалися лише там, фіксуються окремо.

## Позначки
Наступні теги використані для виділення деяких категорій птахів.  
- (V) Випадковий - вид, який рідко або випадково трапляється в Колумбії
- (Е) Ендемічий - вид, який є ендеміком Колумбії
- (I) Інтродукований - вид, завезений до Колумбії як наслідок, прямих чи непрямих дій людських дій
- (H) Гіпотетичний - не зафіксований вид, який, однак, імовірно, присутній на території Колумбії
- (SA) Сан-Андрес - вид, який спостерігався лише на території провінції Сан-Андрес-і-Провіденсія

## Тинамуподібні(Tinamiformes)

### Родина:Тинамові(Tinamidae)
- Тинаму жовтогрудий, Nothocercus julius
- Тинаму бурий, Nothocercus bonapartei
- Тао, Tinamus tao  VU
- Тинаму чорний, Tinamus osgoodi  VU
- Тинаму великий, Tinamus major  NT
- Тинаму білогорлий, Tinamus guttatus  NT
- Татаупа чорний, Crypturellus berlepschi
- Татаупа сірий, Crypturellus cinereus
- Татаупа малий, Crypturellus soui
- Татаупа каштановий, Crypturellus obsoletus
- Татаупа блідий, Crypturellus undulatus
- Татаупа сіроногий, Crypturellus duidae  NT
- Татаупа червононогий, Crypturellus erythropus
- Татаупа панамський, Crypturellus kerriae  VU
- Татаупа амазонійський, Crypturellus variegatus
- Татаупа короткодзьобий, Crypturellus brevirostris (H)
- Татаупа колумбійський, Crypturellus casiquiare

## Гусеподібні(Anseriformes)

### Родина:Паламедеєві(Anhimidae)
- Паламедея, Anhima cornuta
- Чайя колумбійська, Chauna chavaria  NT

### Родина:Качкові(Anatidae)
- Свистач рудий, Dendrocygna bicolor
- Свистач білоголовий, Dendrocygna viduata
- Свистач червонодзьобий, Dendrocygna autumnalis
- Каргарка гриваста, Neochen jubata  NT
- Качка мускусна, Cairina moschata
- Качка американська, Sarkidiornis sylvicola
- Чирянка бразильська, Amazonetta brasiliensis
- Качка андійська, Merganetta armata
- Чирянка пунайська, Spatula puna (H)
- Широконіска північна, Spatula clypeata
- Чирянка блакитнокрила, Spatula discors
- Чирянка руда, Spatula cyanoptera
- Нерозень, Mareca strepera (SA)
- Свищ американський, Mareca americana
- Шилохвіст білощокий, Anas bahamensis
- Шилохвіст північний, Anas acuta
- Шилохвіст жовтодзьобий, Anas georgica
- Чирянка американська, Anas carolinensis (V)
- Чирянка андійська, Anas andium
- Чернь червоноока, Netta erythrophthalma
- Чернь канадська, Aythya collaris (V)
- Чернь американська, Aythya affinis
- Савка маскова, Nomonyx dominicus
- Савка американська, Oxyura jamaicensis
- Крех середній, Mergus serrator (SA)

## Куроподібні(Galliformes)

### Родина:Краксові(Cracidae)
- Пенелопа вогнистогруда, Chamaepetes goudotii
- Пенелопа світлоголова, Penelope argyrotis
- Пенелопа брунатна, Penelope ortoni  EN
- Пенелопа андійська, Penelope montagnii
- Пенелопа амазонійська, Penelope jacquacu
- Пенелопа чубата, Penelope purpurascens
- Пенелопа колумбійська, Penelope perspicax (E)  EN
- Абурі-крикун білоголовий, Pipile cumanensis
- Абурі, Aburria aburri
- Чачалака сіроголова, Ortalis cinereiceps
- Чачалака рудокрила, Ortalis garrula (E)
- Чачалака рудогуза, Ortalis ruficauda
- Чачалака рудоголова, Ortalis erythroptera  VU
- Чачалака колумбійська, Ortalis columbiana (E)
- Чачалака цяткована, Ortalis guttata
- Чачалака мала, Ortalis motmot (H)
- Гоко, Nothocrax urumutum
- Кракс великий, Crax rubra  VU
- Кракс синьодзьобий, Crax alberti (E)  CR
- Кракс венесуельський, Crax daubentoni  NT
- Кракс тонкодзьобий, Crax alector  VU
- Кракс амазонійський, Crax globulosa  EN
- Міту малий, Mitu tomentosum  NT
- Міту білогузий, Mitu salvini
- Міту гребенедзьобий, Mitu tuberosa
- Кракс-рогань північний, Pauxi pauxi  EN

### Родина:Токрові(Odontophoridae)
- Перепелиця рудощока, Rhynchortyx cinctus
- Перепелиця чубата, Colinus cristatus
- Токро гвіанський, Odontophorus gujanensis  NT
- Токро чорнолобий, Odontophorus atrifrons  VU
- Токро рудолобий, Odontophorus erythrops
- Токро каштановий, Odontophorus hyperythrus (E)  NT
- Токро еквадорський, Odontophorus melanonotus  VU
- Токро рудогрудий, Odontophorus speciosus
- Токро панамський, Odontophorus dialeucos  VU
- Токро білощокий, Odontophorus strophium (E)  VU

## Фламінгоподібні(Phoenicopteriformes)

### Родина:Фламінгові(Phoenicopteridae)
- Фламінго червоний, Phoenicopterus ruber

## Пірникозоподібні(Podicipediformes)

### Родина:Пірникозові(Podicipedidae)
- Пірникоза домініканська, Tachybaptus dominicus
- Пірникоза рябодзьоба, Podilymbus podiceps
- Пірникоза колумбійська, Podiceps andinus (E)  EX
- Пірникоза срібляста, Podiceps occipitalis  NT

## Голубоподібні(Columbiformes)

### Родина:Голубові(Columbidae)
- Голуб сизий, Columba livia (I)
- Голуб карибський, Patagioenas leucocephala  NT
- Голуб строкатий, Patagioenas speciosa
- Голуб білокрилий, Patagioenas corensis
- Голуб каліфорнійський, Patagioenas fasciata
- Голуб рожевошиїй, Patagioenas cayennensis
- Голуб сірошиїй, Patagioenas plumbea
- Голуб коста-риканський, Patagioenas subvinacea
- Голуб короткодзьобий, Patagioenas nigrirostris
- Голуб малий, Patagioenas goodsoni
- Голубок індиговий, Geotrygon purpurata  EN
- Голубок сапфіровий, Geotrygon saphirina
- Голубок бурий, Geotrygon montana
- Голубок фіолетовий, Geotrygon violacea
- Голубок верагуанський, Leptotrygon veraguensis
- Горличка білолоба, Leptotila verreauxi
- Горличка ямайська, Lepotila jamaicensis (SA)
- Горличка сірогруда, Leptotila cassinii
- Горличка колумбійська, Leptotila conoveri (E)  EN
- Горличка мексиканська, Leptotila plumbeiceps
- Горличка сіроголова, Leptotila rufaxilla
- Горличка бліда, Leptotila pallida
- Голубок білогорлий, Zentrygon frenata
- Голубок колумбійський, Zentrygon linearis
- Голубок панамський, Zentrygon goldmani  NT
- Zenaida asiatica (V)
- Zenaida auriculata
- Зенаїда північна, Zenaida macroura (V)
- Талпакоті сірий, Claravis pretiosa
- Paraclaravis mondetoura
- Горличка болівійська, Metriopelia melanoptera
- Талпакоті строкатоголовий, Columbina passerina
- Талпакоті малий, Columbina minuta
- Талпакоті коричневий, Columbina talpacoti
- Талпакоті еквадорський, Columbina buckleyi
- Горличка-інка бразильська, Columbina squammata
- Пікуї, Columbina picui
- Талпакоті сіроголовий, Columbina cruziana

## Зозулеподібні(Cuculiformes)

### Родина:Зозулеві(Cuculidae)
- Ані великий, Crotophaga major
- Ані товстодзьобий, Crotophaga ani
- Ані малий, Crotophaga sulcirostris
- Тахете, Tapera naevia
- Таязура-клинохвіст велика, Dromococcyx phasianellus
- Таязура-клинохвіст мала, Dromococcyx pavoninus
- Таязура рудогуза, Neomorphus geoffroyi  VU
- Таязура смугаста, Neomorphus radiolosus  EN
- Таязура чорнодзьоба, Neomorphus rufipennis (H)
- Таязура червонодзьоба, Neomorphus pucheranii
- Піая мала, Coccycua minuta
- Кукліло карликовий, Coccycua pumila
- Кукліло попелястоволий, Coccycua cinerea (H)
- Піая велика, Piaya cayana
- Піая червонодзьоба, Piaya melanogaster
- Кукліло бурий, Coccyzus melacoryphus
- Кукліло північний, Coccyzus americanus
- Кукліло білочеревий, Coccyzus euleri (V)
- Кукліло мангровий, Coccyzus minor (V)
- Кукліло чорнодзьобий, Coccyzus erythropthalmus
- Кукліло рудий, Coccyzus lansbergi

## Дрімлюгоподібні(Caprimulgiformes)

### Родина:Гуахарові(Steatornithidae)
- Гуахаро, Steatornis caripensis

### Родина:Потуєві(Nyctibiidae)
- Поту великий, Nyctibius grandis
- Поту довгохвостий, Nyctibius aethereus
- Поту малий, Nyctibius griseus
- Поту гірський, Nyctibius maculosus
- Поту рудий, Nyctibius bracteatus

### Родина:Дрімлюгові(Caprimulgidae)
- Накунда, Chordeiles nacunda
- Анаперо карликовий, Chordeiles pusillus
- Анаперо блідий, Chordeiles rupestris
- Анаперо малий, Chordeiles acutipennis
- Анаперо віргінський, Chordeiles minor
- Анаперо-довгокрил бурий, Lurocalis semitorquatus
- Анаперо-довгокрил рудочеревий, Lurocalis rufiventris
- Анаперо смугастохвостий, Nyctiprogne leucopyga
- Дрімлюга траурний, Nyctipolus nigrescens
- Дрімлюга довгодзьобий, Systellura longirostris
- Пораке рудощокий, Nyctidromus albicollis
- Дрімлюга-лірохвіст колумбійський, Uropsalis segmentata
- Дрімлюга-лірохвіст рудошиїй, Uropsalis lyra
- Дрімлюга колумбійський, Setopagis heterura
- Дрімлюга білохвостий, Hydropsalis cayennensis
- Дрімлюга світлобровий, Hydropsalis maculicaudus
- Дрімлюга-вилохвіст колумбійський, Hydropsalis climacocerca
- Леляк колумбійський, Nyctiphrynus rosenbergi  NT
- Леляк бразильський, Nyctiphrynus ocellatus
- Дрімлюга каролінський, Antrostomus carolinensis  NT
- Дрімлюга рудий, Antrostomus rufus

## Серпокрильцеподібні(Apodiformes)

### Родина:Серпокрильцеві(Apodidae)
- Свіфт плямистолобий, Cypseloides cherriei  DD
- Свіфт нікарагуанський, Cypseloides cryptus
- Свіфт західний, Cypseloides niger
- Свіфт білогрудий, Cypseloides lemosi
- Свіфт рудошиїй, Streptoprocne rutila
- Свіфт болівійський, Streptoprocne zonaris
- Голкохвіст сірогузий, Chaetura cinereiventris
- Голкохвіст анапайський, Chaetura spinicaudus
- Голкохвіст еквадорський, Chaetura egregia (V)
- Голкохвіст східний, Chaetura pelagica (V)  VU
- Голкохвіст колумбійський, Chaetura chapmani
- Голкохвіст південний, Chaetura meridionalis
- Голкохвіст вохристогузий, Chaetura brachyura
- Серпокрилець гірський, Aeronautes montivagus
- Серпокрилець-крихітка колумбійський, Tachornis furcata
- Серпокрилець-крихітка неотропічний, Tachornis squamata
- Серпокрилець-вилохвіст малий, Panyptila cayennensis

### Родина:Колібрієві(Trochilidae)
- Колібрі-топаз вогнистий, Topaza pyra
- Колібрі-якобін синьоголовий, Florisuga mellivora
- Ерміт-серподзьоб темнохвостий, Eutoxeres aquila
- Ерміт-серподзьоб рудохвостий, Eutoxeres condamini
- Ерміт-самітник бронзовий, Glaucis aeneus
- Ерміт-самітник бразильський, Glaucis hirsutus
- Ерміт смугастохвостий, Threnetes ruckeri
- Ерміт світлохвостий, Threnetes leucurus
- Ерміт гаянський, Phaethornis rupurumii
- Ерміт еквадорський, Phaethornis atrimentalis
- Ерміт чагарниковий, Phaethornis striigularis
- Ерміт сірогорлий, Phaethornis griseogularis
- Ерміт рудий, Phaethornis ruber
- Ерміт сіроволий, Phaethornis augusti
- Ерміт світлочеревий, Phaethornis anthophilus
- Ерміт сірогузий, Phaethornis hispidus
- Ерміт колумбійський, Phaethornis yaruqui
- Ерміт зелений, Phaethornis guy
- Ерміт рудогрудий, Phaethornis syrmatophorus
- Ерміт прямодзьобий, Phaethornis bourcieri
- Ерміт мексиканський, Phaethornis longirostris
- Ерміт венесуельський, Phaethornis superciliosus
- Ерміт довгодзьобий, Phaethornis malaris
- Колібрі-довгодзьоб зеленолобий, Doryfera ludovicae
- Колібрі-довгодзьоб синьолобий, Doryfera johannae
- Колібрі-капуцин білогорлий, Schistes albogularis
- Колібрі-капуцин клинодзьобий, Schistes geoffroyi
- Колібрі бурий, Colibri delphinae
- Колібрі іскристий, Colibri cyanotus
- Колібрі синьочеревий, Colibri coruscans
- Колібрі гачкодзьобий, Androdon aequatorialis
- Колібрі-фея фіолетоволобий, Heliothryx barroti
- Колібрі-фея зеленолобий, Heliothryx auritus
- Колібрі-зеленохвіст золотистий, Polytmus guainumbi
- Колібрі-зеленохвіст гвіанський, Polytmus theresiae
- Колібрі-манго шилодзьобий, Avocettula recurvirostris (V)
- Колібрі-рубін, Chrysolampis mosquitus
- Колібрі-манго зеленогрудий, Anthracothorax prevostii
- Колібрі-манго чорногорлий, Anthracothorax nigricollis
- Колібрі-німфа золотогорлий, Heliangelus mavors
- Колібрі-німфа колумбійський, Heliangelus clarisse
- Колібрі-німфа еквадорський, Heliangelus strophianus
- Колібрі-німфа турмаліновий, Heliangelus exortis
- Heliangelus zusii (E)
- Колібрі-голкохвіст зелений, Discosura conversii
- Колібрі-голкохвіст чубатий, Discosura popelairii
- Колібрі-голкохвіст чорногрудий, Discosura langsdorffi
- Рабудито, Discosura longicaudus
- Колібрі-кокетка довгочубий, Lophornis delattrei
- Колібрі-кокетка плямисточубий, Lophornis stictolophus
- Lophornis verreauxii
- Коліпінто еквадорський, Phlogophilus hemileucurus
- Колібрі плямистоволий, Adelomyia melanogenys
- Колібрі-сильф королівський, Aglaiocercus kingii
- Колібрі-сильф довгохвостий, Aglaiocercus coelestis
- Колібрі-плямохвіст фіолетовоголовий, Oreotrochilus chimborazo
- Колібрі-шпилькодзьоб, Opisthoprora euryptera
- Колібрі-довгохвіст бронзовий, Lesbia victoriae
- Колібрі-довгохвіст смарагдовий, Lesbia nuna
- Колібрі-короткодзьоб чорний, Ramphomicron dorsale (E)  EN
- Колібрі-короткодзьоб пурпуровий, Ramphomicron microrhynchum
- Колібрі-тонкодзьоб червонолобий, Chalcostigma ruficeps (V)
- Колібрі-тонкодзьоб синьохвостий, Chalcostigma stanleyi
- Колібрі-тонкодзьоб бронзовий, Chalcostigma heteropogon
- Колібрі-тонкодзьоб білохвостий, Chalcostigma herrani
- Колібрі арменіанський, Oxypogon stuebelii (E)  VU
- Колібрі синьобородий, Oxypogon cyanolaemus (E)  CR
- Колібрі строкаточубий, Oxypogon guerinii (E)
- Колібрі-барвограй зеленогорлий, Metallura tyrianthina
- Колібрі-барвограй золотистий, Metallura iracunda  EN
- Колібрі-барвограй зелений, Metallura williami
- Колібрі-пухоніг золотистоголовий, Haplophaedia aureliae
- Колібрі-пухоніг сіроволий, Haplophaedia lugens  NT
- Еріон колумбійський, Eriocnemis isabellae (E)  CR
- Еріон фіолетовогорлий, Eriocnemis vestita
- Еріон чорноногий, Eriocnemis derbyi  NT
- Еріон синьогорлий, Eriocnemis godini  CR
- Еріон золотогрудий, Eriocnemis cupreoventris  NT
- Еріон синьолобий, Eriocnemis luciani
- Еріон золотоволий, Eriocnemis mosquera
- Еріон синьогрудий, Eriocnemis mirabilis (E)  EN
- Еріон смарагдовий, Eriocnemis aline
- Колібрі-золотожар рудоволий, Aglaeactis cupripennis
- Колібрі-інка бронзовий, Coeligena coeligena
- Колібрі-інка аметистовогорлий, Coeligena wilsoni
- Колібрі-інка чорний, Coeligena prunellei (E)  VU
- Колібрі-інка біловолий, Coeligena torquata
- Колібрі-інка білохвостий, Coeligena phalerata (E)  NT
- Колібрі-інка колумбійський, Coeligena orina (E)  EN
- Колібрі-інка строкатокрилий, Coeligena lutetiae
- Колібрі-інка золоточеревий, Coeligena bonapartei
- Колібрі-інка рожевочеревий, Coeligena helianthea
- Колібрі гірський, Lafresnaya lafresnayi
- Колібрі-списодзьоб, Ensifera ensifera
- Колібрі блакитнокрилий, Pterophanes cyanopterus
- Колібрі-коронет зелений, Boissonneaua flavescens
- Колібрі-коронет каштановогрудий, Boissonneaua matthewsii
- Колібрі-коронет пурпуровий, Boissonneaua jardini
- Колібрі-пухоніг віхтьохвостий, Ocreatus underwoodii
- Колібрі білохвостий, Urochroa bougueri
- Колібрі зеленоспинний, Urochroa leucura
- Колібрі-зіркохвіст фіолетововолий, Urosticte benjamini
- Колібрі-зіркохвіст зелений, Urosticte ruficrissa
- Колібрі-діамант рожевогорлий, Heliodoxa gularis
- Колібрі-діамант чорногорлий, Heliodoxa schreibersii
- Колібрі-діамант золотистий, Heliodoxa aurescens
- Колібрі-діамант рубіновогорлий, Heliodoxa rubinoides
- Колібрі-діамант колумбійський, Heliodoxa jacula
- Колібрі-діамант королівський, Heliodoxa imperatrix
- Колібрі-діамант фіолетоволобий, Heliodoxa leadbeateri
- Колібрі велетенський, Patagona gigas
- Колібрі аметистововолий, Sternoclyta cyanopectus
- Колібрі-ангел синьоголовий, Heliomaster longirostris
- Колібрі-ангел синьогрудий, Heliomaster furcifer
- Колібрі-іскринка білочеревий, Chaetocercus mulsant
- Колібрі-іскринка малий, Chaetocercus bombus (H)  NT
- Колібрі-іскринка рубіновогорлий, Chaetocercus heliodor
- Колібрі-іскринка колумбійський, Chaetocercus astreans (E)
- Колібрі-іскринка тринідадський, Chaetocercus jourdanii
- Колібрі-аметист білочеревий, Calliphlox amethystina
- Колібрі-аметист рудочеревий, Philodice mitchellii
- Колібрі рубіновогорлий, Archilochus colubris (SA) (H)
- Колібрі-смарагд західний, Chlorostilbon melanorhynchus
- Колібрі-смарагд колумбійський, Chlorostilbon gibsoni
- Колібрі-смарагд синьохвостий, Chlorostilbon mellisugus
- Колібрі-смарагд золотистий, Chlorostilbon olivaresi (E)
- Колібрі-смарагд золотохвостий, Chlorostilbon russatus
- Колібрі-смарагд вузькохвостий, Chlorostilbon stenurus
- Колібрі-смарагд короткохвостий, Chlorostilbon poortmani
- Колібрі сапфіроволобий, Klais guimeti
- Колібрі райдужний, Anthocephala floriceps (E)  VU
- Колібрі світлолобий, Anthocephala berlepschi (E)  VU
- Колібрі-шаблекрил сірогрудий, Campylopterus largipennis
- Колібрі-шаблекрил рудохвостий, Campylopterus falcatus
- Колібрі-шаблекрил санта-мартинський, Campylopterus phainopeplus (E)  EN
- Колібрі-шаблекрил еквадорський, Campylopterus villaviscensio
- Колібрі-білогуз синьохвостий, Chalybura buffonii
- Колібрі-білогуз бронзовохвостий, Chalybura urochrysia
- Колібрі-лісовичок фіолетоволобий, Thalurania colombica
- Колібрі-лісовичок буроголовий, Thalurania furcata
- Колібрі-жарохвіст, Goldmania bella
- Колібрі панамський, Goldmania violiceps
- Колібрі-шаблекрил мангровий, Phaeochroa cuvierii
- Колібрі вохристий, Leucippus fallax
- Колібрі цяткований, Taphrospilus hypostictus
- Колібрі колумбійський, Talaphorus chlorocercus
- Амазилія каштановочерева, Saucerottia castaneiventris (E)  NT
- Амазилія-берил колумбійська, Saucerottia saucerottei
- Амазилія-берил сапфіроволоба, Saucerottia cyanifrons (E)  NT
- Амазилія-берил білогруда, Saucerottia edward
- Амазилія-берил зеленочерева, Saucerottia viridigaster
- Цакатл, Amazilia tzacatl
- Агиртрія андійська, Uranomitra franciae
- Агиртрія бразильська, Chrysuronia versicolor
- Колібрі-лісовичок зелений, Chrysuronia goudoti
- Колібрі-сапфір золотохвостий, Chrysuronia oenone
- Колібрі-лісовичок синьогорлий, Chrysuronia coeruleogularis
- Колібрі-лісовичок сапфіровогрудий, Chrysuronia lilliae (E)  EN
- Колібрі-сапфір панамський, Chrysuronia humboldtii
- Колібрі-сапфір синьоголовий, Chrysuronia grayi
- Аріан венесуельський, Chionomesa fimbriata
- Колібрі-сапфір кактусовий, Hylocharis sapphirina
- Аріан блакитноволий, Polyerata amabilis
- Аріан пурпуровочеревий, Polyerata rosenbergi
- Колібрі-сапфір рудохвостий, Chlorestes eliciae
- Колібрі-сапфір білобородий, Chlorestes cyanus
- Колібрі-лісовичок синьочеревий, Chlorestes julie
- Колібрі-смарагд синьогорлий, Chlorestes notata

## Гоациноподібні(Opisthocomiformes)

### Родина:Гоацинові(Opisthocomidae)
- Гоацин, Opisthocomus hoazin

## Журавлеподібні(Gruiformes)

### Родина:Арамові(Aramidae)
- Арама, Aramus guarauna

### Родина:Агамієві(Psophiidae)
- Агамі сірокрилий, Psophia crepitans  NT

### Родина:Пастушкові(Rallidae)
- Пастушок-тріскунець, Rallus longirostris
- Пастушок віргінський, Rallus limicola
- Пастушок андійський, Rallus semiplumbeus  VU
- Султанка американська, Porphyrio martinica
- Султанка жовтодзьоба, Porphyrio flavirostris
- Деркач еквадорський, Rufirallus castaneiceps
- Деркач каєнський, Rufirallus viridis
- Деркач колумбійський, Laterallus fasciatus
- Погонич жовтоволий, Laterallus flaviventer
- Погонич оливковий, Laterallus melanophaius
- Погонич білогорлий, Laterallus albigularis
- Погонич амазонійський, Laterallus exilis
- Погонич американський, Laterallus jamaicensis (V)
- Погонич-пігмей чорний, Coturnicops notatus (V)
- Пастушок венесуельський, Micropygia schomburgkii
- Погонич попелястий, Mustelirallus albicollis
- Пастушок колумбійський, Mustelirallus colombianus  DD
- Пастушок золотодзьобий, Neocrex erythrops
- Пастушок строкатий, Pardirallus maculatus
- Пастушок світлогорлий, Pardirallus nigricans
- Amaurolimnas concolor
- Пастушок гнідий, Aramides wolfi  VU
- Пастушок сірошиїй, Aramides cajaneus
- Пастушок гвіанський, Aramides axillaris
- Курочка плямистобока, Porphyriops melanops
- Погонич каролінський, Porzana carolina
- Курочка латиноамериканська, Gallinula galeata
- Лиска американська, Fulica americana
- Лиска андійська, Fulica ardesiaca

### Родина:Лапчастоногові(Heliornithidae)
- Лапчастоніг неотропічний, Heliornis fulica

## Сивкоподібні(Charadriiformes)

### Родина:Сивкові(Charadriidae)
- Сивка американська, Pluvialis dominica
- Сивка морська, Pluvialis squatarola
- Чайка каєнська, Vanellus cayanus
- Чайка чилійська, Vanellus chilensis
- Чайка андійська, Vanellus resplendens
- Пісочник крикливий, Charadrius vociferus
- Пісочник канадський, Charadrius semipalmatus
- Пісочник довгодзьобий, Charadrius wilsonia
- Пісочник пампасовий, Charadrius collaris
- Пісочник американський, Charadrius nivosus

### Родина:Куликосорокові(Haematopodidae)
- Кулик-сорока американський, Haematopus palliatus

### Родина:Чоботарові(Recurvirostridae)
- Himantopus mexicanus
- Чоботар американський, Recurvirostra americana (V)

### Родина:Лежневі(Burhinidae)
- Лежень американський, Burhinus bistriatus

### Родина:Баранцеві(Scolopacidae)
- Бартрамія, Bartramia longicauda
- Кульон гудзонський, Numenius hudsonicus
- Кульон американський, Numenius americanus (H)
- Грицик канадський, Limosa haemastica
- Грицик чорнохвостий, Limosa fedoa
- Крем'яшник звичайний, Arenaria interpres
- Побережник ісландський, Calidris canutus  NT
- Побережник американський, Calidris virgata
- Брижач, Calidris pugnax (V)
- Побережник довгоногий, Calidris himantopus
- Побережник білий, Calidris alba
- Побережник чорногрудий, Calidris alpina
- Побережник канадський, Calidris bairdii
- Побережник-крихітка, Calidris minutilla
- Calidris fuscicollis
- Жовтоволик, Calidris subruficollis  NT
- Побережник арктичний, Calidris melanotos
- Побережник тундровий, Calidris pusilla  NT
- Побережник аляскинський, Calidris mauri
- Неголь короткодзьобий, Limnodromus griseus
- Неголь довгодзьобий, Limnodromus scolopaceus
- Баранець королівський, Gallinago imperialis  NT
- Баранець гірський, Gallinago jamesoni
- Баранець довгодзьобий, Gallinago nobilis  NT
- Баранець-велетень, Gallinago undulata (V)
- Баранець американський, Gallinago delicata
- Баранець неотропічний, Gallinago paraguaiae
- Плавунець довгодзьобий, Phalaropus tricolor
- Плавунець круглодзьобий, Phalaropus lobatus
- Плавунець плоскодзьобий, Phalaropus fulicarius (V)
- Набережник плямистий, Actitis macularia
- Коловодник малий, Tringa solitaria
- Коловодник аляскинський, Tringa incana
- Коловодник строкатий, Tringa melanoleuca
- Коловодник американський, Tringa semipalmata
- Коловодник жовтоногий, Tringa flavipes

### Родина:Яканові(Jacanidae)
- Якана червонолоба, Jacana jacana

### Родина:Поморникові(Stercorariidae)
- Поморник великий, Stercorarius skua (H)
- Поморник антарктичний, Stercorarius maccormicki (H)
- Поморник середній, Stercorarius pomarinus
- Поморник короткохвостий, Stercorarius parasiticus
- Поморник довгохвостий, Stercorarius longicaudus

### Родина:Мартинові(Laridae)
- Мартин галапагоський, Creagrus furcatus
- Мартин вилохвостий, Xema sabini
- Мартин андійський, Chroicocephalus serranus
- Мартин сіроголовий, Chroicocephalus cirrocephalus (V)
- Мартин звичайний, Chroicocephalus ridibundus (H)
- Мартин малий, Hydrocoloeus minutus (V)
- Мартин сірий, Leucophaeus modestus (V)
- Leucophaeus atricilla
- Мартин ставковий, Leucophaeus pipixcan
- Larus delawarensis (V)
- Мартин морський, Larus marinus (H)
- Мартин домініканський, Larus dominicanus (V)
- Мартин чорнокрилий, Larus fuscus (V)
- Мартин американський, Larus smithsonianus (V)
- Крячок бурий, Anous stolidus
- Крячок атоловий, Anous minutus
- Крячок білий, Gygis alba
- Крячок строкатий, Onychoprion fuscatus (V)
- Крячок бурокрилий, Onychoprion anaethetus
- Крячок карибський, Sternula antillarum
- Крячок амазонський, Sternula superciliaris
- Крячок великодзьобий, Phaetusa simplex
- Крячок чорнодзьобий, Gelochelidon nilotica
- Крячок каспійський, Hydroprogne caspia
- Крячок-інка, Larosterna inca (H)  NT
- Крячок чорний, Chlidonias niger
- Крячок річковий, Sterna hirundo
- Крячок рожевий, Sterna dougallii (H)
- Крячок полярний, Sterna paradisaea (V)
- Крячок американський, Sterna hirundinacea (H)
- Крячок неоарктичний, Sterna forsteri (V)
- Крячок каліфорнійський, Thalasseus elegans  NT
- Крячок рябодзьобий, Thalasseus sandwichensis
- Крячок королівський, Thalasseus maximus
- Водоріз американський, Rynchops niger

## Тіганоподібні(Eurypygiformes)

### Родина:Тіганові(Eurypygidae)
- Тігана, Eurypyga helias

## Фаетоноподібні(Phaethontiformes)

### Родина:Фаетонові(Phaethontidae)
- Фаетон червонодзьобий, Phaethon aethereus
- Фаетон червонохвостий, Phaethon rubricauda (H)
- Фаетон білохвостий, Phaethon lepturus (H)

## Пінгвіноподібні(Sphenisciformes)

### Родина:Пінгвінові(Spheniscidae)
- Пінгвін Гумбольдта, Spheniscus humboldti  (V)
- Пінгвін галапагоський, Spheniscus mendiculus  (H)
- Пінгвін магеланський, Spheniscus magellanicus (V)

## Буревісникоподібні(Procellariiformes)

### Родина:Альбатросові(Diomedeidae)
- Альбатрос галапагоський, Phoebastria irrorata (V)  CR
- Альбатрос чорнобровий, Thalassarche melanophris (V)

### Родина:Океанникові(Oceanitidae)
- Фрегета білочерева, Fregetta grallaria (H)
- Океанник Еліота, Oceanites gracilis  DD

### Родина:Качуркові(Hydrobatidae)
- Качурка каліфорнійська, Hydrobates microsoma (V)
- Качурка галапагоська, Hydrobates tethys
- Качурка мадерійська, Hydrobates castro (H)
- Качурка північна, Hydrobates leucorhoa (V)
- Качурка Маркгама, Hydrobates markhami (H)  NT
- Качурка кільчаста, Hydrobates hornbyi (V)
- Качурка чорна, Hydrobates melania

### Родина:Буревісникові(Procellariidae)
- Пінтадо, Daption capense (V)
- Тайфунник кубинський, Pterodroma hasitata (V)
- Тайфунник галапагоський, Pterodroma phaeopygia (V)  CR
- Тайфунник тихоокеанський, Pterodroma externa (H)
- Буревісник білогорлий, Procellaria aequinoctialis  (H)
- Буревісник чорний, Procellaria parkinsoni (V)  VU
- Буревісник новозеландський, Procellaria westlandica (V)
- Буревісник атлантичний, Calonectris borealis (V)
- Буревісник клинохвостий, Ardenna pacifica (V)
- Буревісник сивий, Ardenna grisea
- Буревісник рожевоногий, Ardenna creatopus (V)  VU
- Буревісник малий, Puffinus puffinus (H)
- Буревісник острівний, Puffinus nativitatis (V)[3]
- Буревісник галапагоський, Puffinus subalaris (V)
- Буревісник екваторіальний, Puffinus lherminieri

## Лелекоподібні(Ciconiiformes)

### Родина:Лелекові(Ciconiidae)
- Магуарі, Ciconia maguari
- Ябіру неотропічний, Jabiru mycteria
- Міктерія, Mycteria americana

## Сулоподібні(Suliformes)

### Родина:Фрегатові(Fregatidae)
- Фрегат карибський, Fregata magnificens
- Фрегат тихоокеанський, Fregata minor

### Родина:Сулові(Sulidae)
- Сула блакитнонога, Sula nebouxii
- Сула перуанська, Sula variegata (V)
- Сула жовтодзьоба, Sula dactylatra
- Сула насканська, Sula granti
- Сула червононога, Sula sula
- Сула білочерева, Sula leucogaster

### Родина:Змієшийкові(Anhingidae)
- Змієшийка американська, Anhinga anhinga

### Родина:Бакланові(Phalacrocoracidae)
- Баклан бразильський, Phalacrocorax brasilianus
- Баклан перуанський, Phalacrocorax bougainvillii (V)
- Баклан вухатий, Phalacrocorax auritus (SA)

## Пеліканоподібні(Pelecaniformes)

### Родина:Пеліканові(Pelecanidae)
- Пелікан рогодзьобий, Pelecanus erythrorhynchos (SA)
- Пелікан бурий, Pelecanus occidentalis

### Родина:Чаплеві(Ardeidae)
- Бушля рудошия, Tigrisoma lineatum
- Бушля чорношия, Tigrisoma fasciatum
- Бушля мексиканська, Tigrisoma mexicanum
- Агамія, Agamia agami  VU
- Квак широкодзьобий, Cochlearius cochlearius
- Гова, Zebrilus undulatus  NT
- Бугай строкатий, Botaurus pinnatus
- Бугайчик американський, Ixobrychus exilis
- Бугайчик аргентинський, Ixobrychus involucris
- Квак звичайний, Nycticorax nycticorax
- Квак чорногорлий, Nyctanassa violacea
- Чапля зелена, Butorides virescens
- Чапля мангрова, Butorides striata
- Чапля єгипетська, Bubulcus ibis
- Чапля північна, Ardea herodias
- Кокої, Ardea cocoi
- Чепура велика, Ardea alba
- Чапля-свистун, Syrigma sibilatrix
- Чапля неотропічна, Pilherodius pileatus
- Чепура трибарвна, Egretta tricolor
- Чепура рудошия, Egretta rufescens  NT
- Чепура американська, Egretta thula
- Чепура блакитна, Egretta caerulea

### Родина:Ібісові(Threskiornithidae)
- Ібіс білий, Eudocimus albus
- Ібіс червоний, Eudocimus ruber
- Коровайка бура, Plegadis falcinellus (V)
- Ібіс-довгохвіст, Cercibis oxycerca
- Ібіс каєнський, Mesembrinibis cayennensis
- Ібіс чорний, Phimosus infuscatus
- Ібіс білокрилий, Theristicus caudatus
- Косар рожевий, Platalea ajaja

## Катартоподібні(Cathartiformes)

### Родина:Катартові(Cathartidae)
- Кондор королівський, Sarcoramphus papa
- Кондор андійський, Vultur gryphus  NT
- Урубу, Coragyps atratus
- Катарта червоноголова, Cathartes aura
- Катарта саванова, Cathartes burrovianus
- Катарта лісова, Cathartes melambrotus

## Яструбоподібні(Accipitriformes)

### Родина:Скопові(Pandionidae)
- Скопа, Pandion haliaetus

### Родина:Яструбові(Accipitridae)
- Шуліка-крихітка, Gampsonyx swainsonii
- Шуліка білохвостий, Elanus leucurus
- Chondrohierax uncinatus
- Шуляк каєнський, Leptodon cayanensis
- Elanoides forficatus
- Гарпія гвіанська, Morphnus guianensis  NT
- Гарпія велика, Harpia harpyja  NT
- Spizaetus tyrannus
- Spizaetus melanoleucus
- Spizaetus ornatus  NT
- Spizaetus isidori  EN
- Канюк-рибалка, Busarellus nigricollis
- Шуліка-слимакоїд червоноокий, Rostrhamus sociabilis
- Helicolestes hamatus
- Harpagus bidentatus
- Ictinia mississippiensis
- Ictinia plumbea
- Лунь американський, Circus hudsonius
- Circus cinereus
- Circus buffoni
- Яструб сірочеревий, Accipiter poliogaster  NT
- Яструб-крихітка, Accipiter superciliosus
- Яструб венесуельський, Accipiter collaris  NT
- Яструб неоарктичний, Accipiter striatus
- Яструб чорноголовий, Accipiter cooperii
- Яструб неотропічний, Accipiter bicolor
- Geranospiza caerulescens
- Канюк сизий, Cryptoleucopteryx plumbea  NT
- Buteogallus schistaceus
- Buteogallus anthracinus
- Buteogallus meridionalis
- Buteogallus urubitinga
- Buteogallus solitarius  NT
- Канюк смугастогрудий, Morphnarchus princeps
- Канюк великодзьобий, Rupornis magnirostris
- Канюк пустельний, Parabuteo unicinctus
- Parabuteo leucorrhous
- Канюк білохвостий, Geranoaetus albicaudatus
- Geranoaetus polyosoma
- Агуя, Geranoaetus melanoleucus
- Pseudastur albicollis
- Канюк чорноголовий, Leucopternis semiplumbeus
- Канюк жовтодзьобий, Leucopternis melanops
- Buteo nitidus
- Канюк ширококрилий, Buteo platypterus
- Buteo albigula
- Buteo brachyurus
- Канюк прерієвий, Buteo swainsoni
- Buteo albonotatus

## Совоподібні(Strigiformes)

### Родина:Сипухові(Tytonidae)
- Сипуха крапчаста, Tyto alba

### Родина:Совові(Strigidae)
- Сплюшка коста-риканська, Megascops clarkii
- Сплюшка білогорла, Megascops albogularis
- Сплюшка неотропічна, Megascops choliba
- Сплюшка андійська, Megascops ingens
- Сплюшка еквадорська, Megascops petersoni
- Сплюшка чокоанська, Megascops centralis
- Сплюшка нагірна, Megascops roraimae
- Сплюшка санта-мартійська, Megascops gilesi (E)  VU
- Сплюшка амазонійська, Megascops watsonii
- Сова-рогань бура, Lophostrix cristata
- Сова вохристочерева, Pulsatrix perspicillata
- Сова рудовола, Pulsatrix melanota
- Пугач віргінський, Bubo virginianus
- Сова-лісовик бура, Ciccaba virgata
- Сова-лісовик строката, Ciccaba nigrolineata
- Сова-лісовик смугаста, Ciccaba huhula
- Сова-лісовик руда, Ciccaba albitarsis
- Сичик-горобець еквадорський, Glaucidium nubicola  VU
- Сичик-горобець андійський, Glaucidium jardinii
- Сичик-горобець бурий, Glaucidium parkeri
- Сичик-горобець буроголовий, Glaucidium griseiceps
- Сичик-горобець рудий, Glaucidium brasilianum
- Сич американський, Athene cunicularia
- Сич вохристолобий, Aegolius harrisii
- Сова-крикун, Asio clamator
- Сова темна, Asio stygius
- Сова болотяна, Asio flammeus

## Трогоноподібні(Trogoniformes)

### Родина:Трогонові(Trogonidae)
- Квезал червонодзьобий, Pharomachrus pavoninus
- Квезал андійський, Pharomachrus auriceps
- Квезал венесуельський, Pharomachrus fulgidus
- Квезал чубатолобий, Pharomachrus antisianus
- Трогон червонодзьобий, Trogon massena
- Трогон білоокий, Trogon comptus
- Трогон чорнохвостий, Trogon melanurus
- Трогон білохвостий, Trogon chionurus
- Трогон синьоволий, Trogon viridis
- Трогон синьоголовий, Trogon caligatus
- Трогон амазонійський, Trogon ramonianus
- Курукуї, Trogon curucui
- Трогон жовтогрудий, Trogon rufus
- Трогон темноволий, Trogon collaris
- Трогон масковий, Trogon personatus

## Сиворакшоподібні(Coraciiformes)

### Родина:Момотові(Momotidae)
- Момот малий, Hylomanes momotula
- Момот широкодзьобий, Electron platyrhynchum
- Момот амазонійський, Baryphthengus martii
- Момот іржасточеревий, Momotus subrufescens
- Момот чорнощокий, Momotus momota
- Момот великий, Momotus aequatorialis

### Родина:Рибалочкові(Alcedinidae)
- Megaceryle torquatus
- Рибалочка-чубань північний, Megaceryle alcyon
- Рибалочка амазонійський, Chloroceryle amazona
- Рибалочка карликовий, Chloroceryle aenea
- Рибалочка зелений, Chloroceryle americana
- Рибалочка рудогрудий, Chloroceryle inda

## Дятлоподібні(Piciformes)

### Родина:Якамарові(Galbulidae)
- Якамара-куцохвіст колумбійська, Galbalcyrhynchus leucotis
- Якамара бура, Brachygalba lugubris
- Якамара смугастогруда, Brachygalba goeringi
- Якамара панамська, Brachygalba salmoni
- Якамара жовтодзьоба, Galbula albirostris
- Якамара рудохвоста, Galbula ruficauda
- Якамара зелена, Galbula galbula
- Якамара еквадорська, Galbula tombacea
- Якамара вогнистогруда, Galbula pastazae  VU
- Якамара пурпурова, Galbula chalcothorax
- Якамара білочерева, Galbula leucogastra
- Якамара турмалінова, Galbula dea
- Якамара велика, Jacamerops aureus

### Родина:Лінивкові(Bucconidae)
- Лінивка-строкатка білошия, Notharchus hyperrhynchus
- Лінивка-строкатка чорновола, Notharchus pectoralis
- Лінивка-строкатка буровола, Notharchus ordii
- Лінивка-строкатка маскова, Notharchus tectus
- Лінивка довгопала, Bucco macrodactylus
- Лінивка плямистогруда, Bucco tamatia
- Лінивка колумбійська, Bucco noanamae (E)  NT
- Лінивка рудоголова, Bucco capensis
- Лінивка-смугохвіст панамська, Nystalus radiatus
- Лінивка-смугохвіст західна, Nystalus obamai
- Лінивка-жовтоок рудогорла, Hypnelus ruficollis
- Таматія світлогруда, Malacoptila fusca
- Таматія панамська, Malacoptila panamensis
- Таматія андійська, Malacoptila fulvogularis
- Таматія біловуса, Malacoptila mystacalis
- Лінивка мала, Micromonacha lanceolata
- Лінивка-коротун сіроголова, Nonnula rubecula
- Лінивка-коротун бура, Nonnula brunnea
- Лінивка-коротун сіродзьоба, Nonnula frontalis
- Лінивка білолоба, Hapaloptila castanea
- Лінивка-чорнопер червонодзьоба, Monasa nigrifrons
- Лінивка-чорнопер білолоба, Monasa morphoeus
- Лінивка-чорнопер жовтодзьоба, Monasa flavirostris
- Лінивка ластівкова, Chelidoptera tenebrosa

### Родина:Бородаткові(Capitonidae)
- Бородатка оливкова, Capito aurovirens
- Бородатка плямистобока, Capito maculicoronatus
- Бородатка вогнистолоба, Capito squamatus  NT
- Бородатка буровола, Capito hypoleucus (E)  VU
- Бородатка жовтобока, Capito quinticolor  VU
- Бородатка золотиста, Capito auratus
- Евбуко золотогорлий, Eubucco richardsoni
- Евбуко андійський, Eubucco bourcierii

### Родина:Semnornithidae
- Кабезон сірощокий, Semnornis ramphastinus  NT

### Родина:Туканові(Ramphastidae)
- Тукан жовтошиїй, Ramphastos ambiguus  NT
- Тукан червонодзьобий, Ramphastos tucanus
- Тукан жовтогорлий, Ramphastos sulfuratus
- Тукан гірський, Ramphastos brevis
- Тукан чорнодзьобий, Ramphastos vitellinus  VU
- Тукан білогорлий, Aulacorhynchus albivitta
- Тукан блакитнощокий Aulacorhynchus sulcatus
- Тукан амазонійський, Aulacorhynchus derbianus
- Тукан червоногузий, Aulacorhynchus haematopygus
- Андигена блакитна, Andigena hypoglauca  NT
- Андигена строкатодзьоба, Andigena laminirostris  NT
- Андигена білощока, Andigena nigrirostris
- Тукан панамський, Selenidera spectabilis
- Тукан перуанський, Selenidera reinwardtii
- Тукан колумбійський, Selenidera nattereri
- Аракарі синьобровий, Pteroglossus inscriptus
- Аракарі плямистоволий, Pteroglossus torquatus
- Аракарі каштановошиїй, Pteroglossus castanotis
- Аракарі смугастоволий, Pteroglossus pluricinctus
- Аракарі чорногрудий, Pteroglossus azara

### Родина:Дятлові(Picidae)
- Добаш золотолобий, Picumnus aurifrons
- Добаш ориноцький, Picumnus pumilus
- Добаш смугастогрудий, Picumnus lafresnayi
- Добаш малий, Picumnus exilis
- Добаш колумбійський, Picumnus squamulatus
- Добаш рудогрудий, Picumnus rufiventris
- Добаш андійський, Picumnus castelnau
- Добаш оливковий, Picumnus olivaceus
- Добаш сірий, Picumnus granadensis (E)
- Добаш каштановий, Picumnus cinnamomeus
- Дятел-смоктун жовточеревий, Sphyrapicus varius
- Гіла чорновола, Melanerpes formicivorus
- Melanerpes cruentatus
- Melanerpes pulcher (E)
- Melanerpes pucherani
- Melanerpes rubricapillus
- Dryobates fumigatus
- Дзьоган червоногузий, Veniliornis kirkii
- Дзьоган малий, Veniliornis passerinus
- Дзьоган вогнистокрилий, Veniliornis callonotus
- Дзьоган жовточеревий, Veniliornis dignus
- Дзьоган смугасточеревий, Veniliornis nigriceps
- Дзьоган червонокрилий, Veniliornis affinis
- Дзьоган колумбійський, Veniliornis chocoensis  NT
- Campephilus pollens
- Campephilus haematogaster
- Campephilus splendens[2]  NT
- Campephilus rubricollis
- Campephilus melanoleucos
- Campephilus gayaquilensis
- Dryocopus lineatus
- Celeus loricatus
- Celeus torquatus
- Celeus grammicus
- Celeus flavus
- Celeus spectabilis
- Celeus elegans
- Дятел-смугань білогорлий, Piculus leucolaemus
- Дятел-смугань колумбійський, Piculus litae
- Дятел-смугань жовтогорлий, Piculus flavigula
- Дятел-смугань жовтовусий, Piculus chrysochloros
- Colaptes rubiginosus
- Colaptes rivolii
- Colaptes punctigula

## Соколоподібні(Falconiformes)

### Родина:Соколові(Falconidae)
- Макагуа, Herpetotheres cachinnans
- Рарія бразильська, Micrastur ruficollis
- Рарія колумбійська, Micrastur plumbeus  VU
- Рарія венесуельська, Micrastur gilvicollis
- Рарія білочерева, Micrastur mirandollei
- Рарія білошия, Micrastur semitorquatus
- Рарія амазонійська, Micrastur buckleyi (H)
- Каракара аргентинська, Caracara plancus
- Каракара червоногорла (Ibycter americanus)
- Каракара еквадорська, Phalcoboenus carunculatus
- Каракара чорна, Daptrius ater
- Хімахіма, Milvago chimachima
- Боривітер американський, Falco sparverius
- Підсоколик малий, Falco columbarius
- Підсоколик смугастогрудий, Falco rufigularis
- Підсоколик рудогрудий, Falco deiroleucus  NT
- Сокіл мексиканський, Falco femoralis
- Сапсан, Falco peregrinus

## Папугоподібні(Psittaciformes)

### Родина:Папугові(Psittacidae)
- Папуга строкатий, Touit batavicus
- Папуга синьокрилий, Touit huetii  VU
- Папуга синьолобий, Touit dilectissimus
- Папуга бразильський, Touit purpuratus
- Папуга бурокрилий, Touit stictopterus  NT
- Катіта панамський, Bolborhynchus lineola
- Катіта червонолобий, Bolborhynchus ferrugineifrons (E)  VU
- Тіріка жовтолобий, Brotogeris sanctithomae
- Тіріка амазонійський, Brotogeris versicolurus
- Тіріка буроплечий, Brotogeris jugularis
- Тіріка синьокрилий, Brotogeris cyanoptera
- Амазон-карлик вогнистоголовий, Hapalopsittaca amazonina  NT
- Амазон-карлик жовтолобий, Hapalopsittaca fuertesi (E)  EN
- Каїка бурощокий, Pyrilia haematotis
- Каїка рожевощокий, Pyrilia pulchra
- Каїка золотоголовий, Pyrilia pyrilia  NT
- Каїка жовтощокий, Pyrilia barrabandi
- Папуга-червоногуз брунатний, Pionus fuscus
- Папуга-червоногуз зеленоголовий, Pionus sordidus
- Папуга-червоногуз пурпурововолий, Pionus seniloides
- Папуга-червоногуз синьоголовий, Pionus menstruus
- Папуга-червоногуз бронзовокрилий, Pionus chalcopterus
- Папуга короткохвостий, Graydidascalus brachyurus
- Амазон червонолобий, Amazona festiva  NT
- Амазон жовтощокий, Amazona autumnalis
- Амазон тринідадський, Amazona ochrocephala
- Амазон жовтолобий, Amazona farinosa  NT
- Амазон венесуельський, Amazona amazonica
- Амазон андійський, Amazona mercenarius
- Папуга-горобець темнодзьобий, Forpus modestus
- Forpus crassirostris
- Папуга-горобець панамський, Forpus conspicillatus
- Папуга-горобець еквадорський, Forpus coelestis
- Папуга-горобець гвіанський, Forpus passerinus
- Forpus spengeli (E)
- Папуга-білочеревець чорноголовий, Pionites melanocephalus
- Папуга-білочеревець рудоголовий, Pionites leucogaster
- Папуга білолобий, Deroptyus accipitrinus
- Котора синьолобий, Pyrrhura picta
- Котора колумбійський, Pyrrhura viridicata (E)  EN
- Котора темнохвостий, Pyrrhura melanura
- Котора буроволий, Pyrrhura calliptera (E)  VU
- Аратинга рудоволий, Eupsittula pertinax
- Аратинга сіроголовий, Aratinga weddellii
- Ара жовтощокий, Orthopsittaca manilatus
- Араурана, Ara ararauna
- Ара синьокрилий, Ara severus
- Ара зелений, Ara militaris  VU
- Ара нікарагуанський, Ara ambiguus  EN
- Араканга, Ara macao
- Ара червоно-зелений, Ara chloropterus
- Папуга андійський, Leptosittaca branickii  VU
- Папуга жовтощокий, Ognorhynchus icterotis  EN
- Аратинга синьолобий, Thectocercus acuticaudatus
- Аратинга колумбійський, Psittacara wagleri  NT
- Аратинга червоноголовий, Psittacara erythrogenys (I)
- Аратинга венесуельський, Psittacara leucophthalmus

## Горобцеподібні(Passeriformes)

### Родина:Sapayoidae
- Сапая, Sapayoa aenigma

### Родина:Сорокушові(Thamnophilidae)
- Мурахолюб рудогузий, Euchrepomis callinota
- Мурахолюб червоногузий, Euchrepomis spodioptila
- Колючник смугастий, Cymbilaimus lineatus
- Кущівник-чубань перуанський, Frederickena fulva
- Тараба, Taraba major
- Сорокуш-малюк північний, Sakesphorus canadensis
- Сорокуш смугастий, Thamnophilus doliatus
- Сорокуш смугасточеревий, Thamnophilus multistriatus
- Сорокуш андійський, Thamnophilus tenuepunctatus
- Сорокуш низинний, Thamnophilus atrinucha
- Сорокуш чорноголовий, Thamnophilus schistaceus
- Сорокуш сріблястий, Thamnophilus murinus
- Сорокуш чорний, Thamnophilus nigriceps
- Сорокуш еквадорський, Thamnophilus praecox
- Сорокуш білоспинний, Thamnophilus cryptoleucus
- Сорокуш сірочеревий, Thamnophilus nigrocinereus
- Сорокуш плямистий, Thamnophilus punctatus
- Сорокуш жовтоокий, Thamnophilus unicolor
- Сорокуш-малюк чорноволий, Thamnophilus aethiops
- Сорокуш амазонійський, Thamnophilus melanonotus
- Thamnophilus amazonicus
- Кущівник перлистий, Megastictus margaritatus
- Кущівник чорний, Neoctantes niger
- Clytoctantes alixii
- Кущівник рудий, Thamnistes anabatinus
- Батарито лісовий, Dysithamnus mentalis
- Батарито перлистоголовий, Dysithamnus puncticeps
- Батарито схиловий, Dysithamnus occidentalis
- Батарито строкатоволий, Dysithamnus leucostictus
- Кущівник сірий, Thamnomanes ardesiacus
- Кущівник шиферний, Thamnomanes caesius
- Чоко, Xenornis setifrons
- Кадук плямистохвостий, Isleria hauxwelli
- Кущівник-тонкодзьоб, Pygiptila stellaris
- Кадук бурий, Epinecrophylla fulviventris
- Кадук перуанський, Epinecrophylla haematonota
- Кадук сіроволий, Epinecrophylla spodionota
- Кадук чорногорлий, Epinecrophylla ornata
- Кадук рудохвостий, Epinecrophylla erythrura
- Кадук карликовий, Myrmotherula brachyura
- Кадук панамський, Myrmotherula ignota
- Кадук жовтогорлий, Myrmotherula ambigua
- Кадук смугастий, Myrmotherula surinamensis
- Кадук чагарниковий, Myrmotherula multostriata
- Кадук західний, Myrmotherula pacifica
- Кадук венесуельський, Myrmotherula cherriei
- Кадук строкатий, Myrmotherula longicauda
- Кадук білобокий, Myrmotherula axillaris
- Кадук темноволий, Myrmotherula schisticolor
- Кадук сунський, Myrmotherula sunensis
- Кадук амазонійський, Myrmotherula longipennis
- Кадук чорногрудий, Myrmotherula behni
- Кадук сивий, Myrmotherula menetriesii
- Кадук сірий, Myrmotherula assimilis
- Кадук жовтосмугий, Dichrozona cincta
- Каатинга амазонійська, Herpsilochmus dugandi
- Каатинга сіра, Herpsilochmus dorsimaculatus
- Каатинга жовтовола, Herpsilochmus axillaris
- Herpsilochmus frater
- Каатинга плямистокрила, Microrhopias quixensis
- Рестинга бура, Formicivora grisea
- Рестинга строкатокрила, Formicivora intermedia
- Тілугі строкатоголовий, Drymophila devillei
- Тілугі санта-мартанська, Drymophila hellmayri (E)
- Тілугі венесуельський, Drymophila klagesi
- Тілугі колумбійський, Drymophila caudata (E)
- Тілугі андійський, Drymophila striaticeps
- Мурав'янка-прудкокрил рудобока, Hypocnemis flavescens
- Мурав'янка-прудкокрил перуанська, Hypocnemis peruviana
- Мурав'янка-прудкокрил жовтоброва, Hypocnemis hypoxantha
- Ману-самітник, Cercomacroides parkeri (E)
- Ману тирановий, Cercomacroides tyrannina
- Ману чорний, Cercomacroides serva
- Ману темний, Cercomacroides nigrescens
- Ману береговий, Cercomacroides fuscicauda
- Ману сірий, Cercomacra cinerascens
- Ману панамський, Cercomacra nigricans
- Pyriglena maura
- Гормігуеро білобровий, Myrmoborus leucophrys
- Гормігуеро білочеревий, Myrmoborus lugubris
- Гормігуеро чорнощокий, Myrmoborus myotherinus
- Гормігуеро чорний, Myrmoborus melanurus (V)[3]
- Мурав'янка-струмовик північна, Hypocnemoides melanopogon
- Мурав'янка-струмовик південна, Hypocnemoides maculicauda (V)
- Myrmochanes hemileucus
- Мурав'янка лиса, Gymnocichla nudiceps
- Аляпі сріблястий, Sclateria naevia
- Аляпі рудоголовий, Percnostola rufifrons
- Покривник білоплечий, Percnostola melanoceps
- Покривник темний, Percnostola fortis
- Покривник чорний, Percnostola immaculata
- Покривник брунатний, Percnostola zeledoni
- Покривник амазонійський, Myrmelastes hyperythrus
- Аляпі темний, Myrmelastes schistaceus
- Аляпі плямистокрилий, Myrmelastes leucostigma
- Покривник білочеревий, Myrmeciza longipes
- Покривник каштановий, Poliocrania exsul
- Покривник магдаленський, Sipia palliata
- Покривник західний, Sipia nigricauda
- Покривник узлісний, Sipia berlepschi
- Покривник іржастий, Sciaphylax castanea
- Покривник сірий, Aprositornis disjuncta
- Покривник чорногорлий, Myrmophylax atrothorax
- Покривник сірочеревий, Ammonastes pelzelni
- Мурав'янка сірочерева, Myrmornis torquata
- Аракура білочуба, Pithys albifrons
- Мурав'янка строката, Gymnopithys bicolor
- Мурав'янка білощока, Gymnopithys leucaspis
- Окулярек рудочубий, Rhegmatorhina cristata
- Окулярек волосочубий, Rhegmatorhina melanosticta
- Мурав'янка-куцохвіст плямиста, Hylophylax naevioides
- Мурав'янка-куцохвіст гвіанська, Hylophylax naevius
- Мурав'янка-куцохвіст цяткована, Hylophylax punctulatus
- Мурав'янка-куцохвіст велика, Willisornis poecilinotus
- Рудоок плямистий, Phlegopsis nigromaculata
- Рудоок чорний, Phlegopsis erythroptera
- Мурав'янка-голоок, Phaenostictus mcleannani

### Родина:Гусеницеїдові(Conopophagidae)
- Кусачка чорноголова, Pittasoma michleri
- Кусачка рудоголова, Pittasoma rufopileatum
- Гусеницеїд золотистий, Conopophaga aurita
- Гусеницеїд рудолобий, Conopophaga castaneiceps

### Родина:Grallariidae
- Мурашниця смугаста, Grallaria squamigera
- Мурашниця еквадорська, Grallaria gigantea
- Мурашниця вусата, Grallaria alleni
- Мурашниця гватемальська, Grallaria guatimalensis
- Мурашниця бура, Grallaria haplonota
- Мурашниця рудогорла, Grallaria dignissima
- Мурашниця рудоголова, Grallaria ruficapilla
- Мурашниця санта-мартійська, Grallaria bangsi (E)
- Мурашниця кундинамарська, Grallaria kaestneri (E)
- Мурашниця сизочерева, Grallaria rufocinerea
- Мурашниця бамбукова, Grallaria nuchalis
- Мурашниця жовтогруда, Grallaria flavotincta
- Мурашниця білочерева, Grallaria hypoleuca
- Мурашниця руда, Grallaria rufula
- Grallaria saltuensis
- Grallaria spatiator(E)
- Grallaria alvarezi(E)
- Grallaria saturata
- Мурашниця гірська, Grallaria quitensis
- Grallaria urraoensis (E)  CR
- Мурашниця колумбійська, Grallaria milleri (E)
- Мурашниця панамська, Hylopezus perspicillatus
- Мурашниця плямиста, Hylopezus macularius
- Мурашниця сірощока, Hylopezus fulviventris
- Мурашниця рудовола, Hylopezus dives
- Торорої малий, Myrmothera campanisona
- Понгіто мінливобарвний, Grallaricula flavirostris
- Понгіто рудоголовий, Grallaricula cucullata
- Понгіто рудоволий, Grallaricula ferrugineipectus
- Понгіто сіроголовий, Grallaricula nana
- Понгіто масковий, Grallaricula lineifrons

### Родина:Галітові(Rhinocryptidae)
- Тапакуло каштановий, Liosceles thoracicus
- Тапакуло цяткований, Acropternis orthonyx
- Тапакуло довгохвостий, Myornis senilis
- Тапакуло нагірний, Scytalopus opacus
- Тапакуло парамський, Scytalopus canus (E)
- Тапакуло гірський, Scytalopus atratus
- Тапакуло санта-мартійський, Scytalopus sanctaemartae (E)
- Тапакуло колумбійський, Scytalopus micropterus
- Тапакуло чорний, Scytalopus latrans
- Наріно, Scytalopus vicinior
- Тапакуло панамський, Scytalopus panamensis
- Тапакуло темний, Scytalopus chocoensis
- Scytalopus rodriguezi (E)
- Scytalopus stilesi (E)
- Scytalopus alvarezlopezi (E)
- Тапакуло високогірний, Scytalopus griseicollis
- Тапакуло бурий, Scytalopus latebricola (E)
- Scytalopus perijanus
- Scytalopus spillmanni

### Родина:Мурахоловові(Formicariidae)
- Мурахолов рудоголовий, Formicarius colma
- Мурахолов рудошиїй, Formicarius analis
- Мурахолов чорноголовий, Formicarius nigricapillus
- Мурахолов рудоволий, Formicarius rufipectus
- Товака бурогуза, Chamaeza campanisona
- Товака велика, Chamaeza nobilis
- Товака середня, Chamaeza turdina
- Товака смугаста, Chamaeza mollissima

### Родина:Горнерові(Furnariidae)
- Листовик бурий, Sclerurus obscurior
- Листовик короткодзьобий, Sclerurus rufigularis
- Листовик гватемальський, Sclerurus guatemalensis
- Листовик білогорлий, Sclerurus caudacutus
- Листовик сірогорлий, Sclerurus albigularis
- Дереволаз-довгохвіст малий, Certhiasomus stictolaemus
- Дереволаз оливковий, Sittasomus griseicapillus
- Дереволаз-довгохвіст великий, Deconychura longicauda
- Грімпар великий, Dendrocincla tyrannina
- Грімпар білогорлий, Dendrocincla merula
- Грімпар рудий, Dendrocincla homochroa
- Грімпар сірощокий, Dendrocincla fuliginosa
- Дереволаз-долотодзьоб, Glyphorynchus spirurus
- Дереволаз світлодзьобий, Dendrexetastes rufigula
- Дереволаз білогорлий, Nasica longirostris
- Дереволаз північний, Dendrocolaptes sanctithomae
- Дереволаз підкоришниковий, Dendrocolaptes certhia
- Дереволаз строкатощокий, Dendrocolaptes picumnus
- Дереволаз-червонодзьоб смугасточеревий, Hylexetastes stresemanni
- Дереволаз-міцнодзьоб середній, Xiphocolaptes promeropirhynchus
- Кокоа смугастошиїй, Xiphorhynchus obsoletus
- Кокоа колумбійський, Xiphorhynchus ocellatus
- Кокоа плямистоголовий, Xiphorhynchus chunchotambo
- Кокоа західний, Xiphorhynchus elegans
- Кокоа північний, Xiphorhynchus susurrans
- Кокоа жовтогорлий, Xiphorhynchus guttatus
- Кокоа строкатоплечий, Xiphorhynchus lachrymosus
- Кокоа плямистий, Xiphorhynchus erythropygius
- Кокоа андійський, Xiphorhynchus triangularis
- Кокоа світлодзьобий, Dendroplex picus
- Кокоа каштановий, Dendroplex kienerii
- Дереволаз-серподзьоб середній, Campylorhamphus trochilirostris
- Дереволаз-серподзьоб амазонійський, Campylorhamphus procurvoides
- Дереволаз-серподзьоб малий, Campylorhamphus pusillus
- Дереволаз-серподзьоб великий, Drymotoxeres pucheranii
- Дереволаз строкатоголовий, Lepidocolaptes souleyetii
- Дереволаз гірський, Lepidocolaptes lacrymiger
- Дереволаз дуїданський, Lepidocolaptes duidae (H)
- Піколезна тонкодзьоба, Xenops tenuirostris
- Піколезна мала, Xenops minutus
- Піколезна руда, Xenops rutilans
- Пальмолаз, Berlepschia rikeri
- Піколезна рудохвоста, Microxenops milleri
- Pseudocolaptes lawrencii
- Pseudocolaptes boissonneautii
- Гострохвіст золотавий, Premnornis guttuliger
- Furnarius leucopus
- Горнеро річковий, Furnarius torridus
- Furnarius minor
- Потічник, Lochmias nematura
- Трясохвіст білобровий, Cinclodes albidiventris
- Трясохвіст строкатий, Cinclodes excelsior
- Філідор-великодзьоб бурий, Anabazenops dorsalis
- Філідор широкобровий, Philydor fuscipenne
- Філідор рудогузий, Philydor erythrocercum
- Філідор рудочеревий, Philydor pyrrhodes
- Тікотіко гірський, Anabacerthia striaticollis
- Тікотіко бурохвостий, Anabacerthia variegaticeps
- Філідор рудохвостий, Anabacerthia ruficaudata
- Філідор золотистий, Syndactyla subalaris
- Тікотіко смугастобокий, Ancistrops strigilatus
- Філідор золотолобий, Dendroma rufa
- Філідор іржастокрилий, Dendroma erythroptera
- Філідор-лісовик іржастий, Clibanornis rubiginosus
- Філідор колумбійський, Clibanornis rufipectus (E)
- Птах-гончар колумбійський, Thripadectes ignobilis
- Птах-гончар строкатий, Thripadectes flammulatus
- Птах-гончар смугастий, Thripadectes holostictus
- Птах-гончар еквадорський, Thripadectes virgaticeps
- Птах-гончар чорнодзьобий, Thripadectes melanorhynchus
- Філідор-лісовик рудочеревий, Automolus rufipileatus
- Філідор-лісовик червоноокий, Automolus melanopezus
- Філідор-лісовик вохристогорлий, Automolus ochrolaemus
- Філідор рископерий, Automolus subulatus
- Філідор бурочеревий, Automolus virgatus
- Філідор-лісовик бурочеревий, Automolus infuscatus
- Гострохвіст рудогорлий, Premnoplex brunnescens
- Щетинкохвіст рудий, Margarornis stellatus
- Щетинкохвіст перлистий, Margarornis squamiger
- Сікора андійська, Leptasthenura andicola
- М'якохвіст венесуельський, Phacellodomus inornatus
- Пію білобровий, Hellmayrea gularis
- Канастеро смугастий, Asthenes flammulata
- Канастеро скельний, Asthenes wyatti
- Корпуана періянська, Asthenes perijana
- Корпуана білогорла, Asthenes fuliginosa
- Жовтощок, Metopothrix aurantiaca
- Сірохвіст білобровий, Xenerpestes minlosi
- Гончар-білобровець, Siptornis striaticollis
- Кошикороб оріноцький, Thripophaga cherriei
- Курутія рудоспинна, Cranioleuca vulpina
- Курутія чубата, Cranioleuca subcristata
- Курутія рудощока, Cranioleuca erythrops
- Курутія колумбійська, Cranioleuca hellmayri
- Курутія сіроброва, Cranioleuca curtata
- Курутія амазонійська, Cranioleuca gutturata
- Мочарник жовтогорлий, Certhiaxis cinnamomeus
- Мочарник річковий, Certhiaxis mustelinus
- Пію білочеревий, Mazaria propinqua (H)
- Пію гаянський, Synallaxis gujanensis
- Пію сірогорлий, Synallaxis brachyura
- Пію бояцький, Synallaxis subpudica (E)
- Пію темний, Synallaxis moesta
- Пію темноволий, Synallaxis albigularis
- Пію прирічний, Synallaxis beverlyae (H)
- Пію блідий, Synallaxis albescens
- Пію андійський, Synallaxis azarae
- Пію біловусий, Synallaxis candei
- Пію колумбійський, Synallaxis fuscorufa (E)
- Пію іржастий, Synallaxis unirufa
- Пію смугастоволий, Synallaxis cinnamomea
- Пію темногузий, Synallaxis rutilans
- Пію рудогорлий, Synallaxis cherriei

### Родина:Манакінові(Pipridae)
- Манакін-стрибун карликовий, Tyranneutes stolzmanni
- Манакін-вертун золоточубий, Neopelma chrysocephalum
- Манакін жовтоголовий, Chloropipo flavicapilla
- Манакін-червононіг гострохвостий, Chiroxiphia lanceolata
- Манакін-червононіг гвіанський, Chiroxiphia pareola
- Манакін золотокрилий, Masius chrysopterus
- Манакін-бородань білогорлий, Corapipo altera
- Манакін-бородань північний, Corapipo leucorrhoa
- Манакін чорний, Xenopipo atronitens
- Манакін зелений, Cryptopipo holochlora
- Салтарин синьоголовий, Lepidothrix coronata
- Салтарин синьогузий, Lepidothrix isidorei
- Манакін венесуельський, Heterocercus flavivertex
- Манакін-короткокрил білочеревий, Manacus manacus
- Манакін ниткохвостий, Pipra filicauda
- Манакінчик червоноголовий, Machaeropterus deliciosus
- Манакінчик західний, Machaeropterus striolatus
- Салтарин білоголовий, Pseudopipra pipra
- Манакін мексиканський, Ceratopipra mentalis
- Манакін золотоголовий, Ceratopipra erythrocephala

### Родина:Котингові(Cotingidae)
- Плодоїд чорно-зелений, Pipreola riefferii
- Плодоїд смугастий, Pipreola arcuata
- Плодоїд золотоволий, Pipreola aureopectus
- Плодоїд вогнистоволий, Pipreola jucunda
- Плодоїд цитриновогрудий, Pipreola lubomirskii
- Плодоїд малий, Pipreola chlorolepidota
- Плодоїд строкатий, Ampelioides tschudii
- Андець рудочеревий, Doliornis remseni
- Андець чорний, Ampelion rubrocristata
- Андець рудочубий, Ampelion rufaxilla
- Кармінник західний, Phoenicircus nigricollis
- Гребенечуб гвіанський, Rupicola rupicola
- Гребенечуб андійський, Rupicola peruvianus
- Пига сірохвоста, Snowornis subalaris
- Пига оливкова, Snowornis cryptolophus
- Плодоїд малиновий, Haematoderus militaris (H)
- Плодоїд пурпуровий, Querula purpurata
- Плодоїд рубінововолий, Pyroderus scutatus
- Красочуб білоокий, Cephalopterus ornatus
- Красочуб еквадорський, Cephalopterus penduliger
- Котинга-капуцин, Perissocephalus tricolor
- Котинга венесуельська, Cotinga nattererii
- Котинга жовтоока, Cotinga maynana
- Котинга пурпурова, Cotinga cotinga
- Котинга бірюзова, Cotinga cayana
- Пига руда, Lipaugus unirufus
- Пига гаянська, Lipaugus vociferans
- Пига рудоголова, Lipaugus weberi (E)  CR
- Пига довгохвоста, Lipaugus fuscocinereus
- Арапонга чорнокрила, Procnias averano
- Котинга білочерева, Porphyrolaema porphyrolaema
- Блаватник чорнодзьобий, Carpodectes hopkei
- Котинга-білокрил амарантова, Xipholena punicea
- Плодоїд голошиїй, Gymnoderus foetidus

### Родина:Бекардові(Tityridae)
- Бекарда чорноголова, Tityra inquisitor
- Бекарда велика, Tityra cayana
- Бекарда маскова, Tityra semifasciata
- Манакін-свистун рудий, Schiffornis major
- Лорон північний, Schiffornis veraepacis
- Лорон іржастий, Schiffornis aenea
- Лорон вохристий, Schiffornis stenorhyncha
- Манакін-свистун бурий, Schiffornis turdina
- Аулія руда, Laniocera rufescens
- Аулія сіра, Laniocera hypopyrra
- Котингіта білоброва, Iodopleura isabellae
- Котингіта смугаста, Laniisoma elegans
- Бекард зелений, Pachyramphus viridis
- Бекард смугастий, Pachyramphus versicolor
- Бекард сірий, Pachyramphus rufus
- Бекард іржастий, Pachyramphus cinnamomeus
- Бекард каштановий, Pachyramphus castaneus
- Бекард рябокрилий, Pachyramphus polychopterus
- Бекард строкатий, Pachyramphus albogriseus
- Бекард чорноголовий, Pachyramphus marginatus
- Бекард темний, Pachyramphus homochrous
- Бекард рожевогорлий, Pachyramphus minor
- Пікоагудо, Oxyruncus cristatus
- Мухоїд королівський, Onychorhynchus coronatus
- Москверито рудохвостий, Terenotriccus erythrurus
- Тиранка рудовола, Myiobius villosus
- Тиранка світлогорла, Myiobius barbatus
- Тиранка чорнохвоста, Myiobius atricaudus

### Родина:Тиранові(Tyrannidae)
- Ірличок оливковий, Piprites chloris
- Москверито рудий, Neopipo cinnamomea
- Лопатодзьоб бурощокий, Platyrinchus saturatus
- Лопатодзьоб білогорлий, Platyrinchus mystaceus
- Лопатодзьоб золотоголовий, Platyrinchus coronatus
- Лопатодзьоб жовточеревий, Platyrinchus flavigularis
- Лопатодзьоб білоголовий, Platyrinchus platyrhynchos
- Каполего бронзовий, Pseudotriccus pelzelni
- Каполего рудоголовий, Pseudotriccus ruficeps
- Тиран-щебетун північний, Corythopis torquatus
- Ореджеріто жовтодзьобий, Pogonotriccus poecilotis
- Ореджеріто зеленоволий, Pogonotriccus ophthalmicus
- Ореджеріто колумбійський, Pogonotriccus lanyoni (E)
- Ореджеріто білокрилий, Pogonotriccus orbitalis
- Тиранчик еквадорський, Phylloscartes gualaquizae
- Тиранчик рудобровий, Phylloscartes superciliaris
- Тиранчик-мухолюб гострокрилий, Mionectes striaticollis
- Тиранчик-мухолюб оливковий, Mionectes olivaceus
- Тиранчик-мухолюб вохристий, Mionectes oleagineus
- Тиран-інка буроголовий, Leptopogon amaurocephalus
- Тиран-інка андійський, Leptopogon superciliaris
- Тиран-інка рудоволий, Leptopogon rufipectus
- Мухоїд великий, Cnipodectes subbrunneus
- Пікоплано оливковий, Rhynchocyclus olivaceus
- Пікоплано панамський, Rhynchocyclus brevirostris
- Пікоплано темний, Rhynchocyclus pacificus
- Пікоплано рудий, Rhynchocyclus fulvipectus
- Мухоїд світлогорлий, Tolmomyias sulphurescens
- Мухоїд рудоволий, Tolmomyias traylori
- Мухоїд оливковолий, Tolmomyias assimilis
- Мухоїд жовтокрилий, Tolmomyias flavotectus
- Мухоїд сіроголовий, Tolmomyias poliocephalus
- Мухоїд жовтий, Tolmomyias flaviventris
- Мухоїд прибережний, Tolmomyias viridiceps
- Аруна чорноголова, Myiornis atricapillus
- Аруна короткохвоста, Myiornis ecaudatus
- Криводзьоб північний, Oncostoma cinereigulare
- Криводзьоб південний, Oncostoma olivaceum
- Тиранчик-чубань західний, Lophotriccus pileatus
- Тиранчик-чубань перуанський, Lophotriccus vitiosus
- Тиранчик-чубань гаянський, Lophotriccus galeatus
- Тиранчик жовтоокий, Atalotriccus pilaris
- Тітіріджі білоокий, Hemitriccus zosterops
- Тітіріджі жовточеревий, Hemitriccus iohannis
- Тітіріджі рябогорлий, Hemitriccus striaticollis
- Тітіріджі білочеревий, Hemitriccus margaritaceiventer
- Тітіріджі чорногорлий, Hemitriccus granadensis
- Тітіріджі андійський, Hemitriccus rufigularis
- Мухолов рудоголовий, Poecilotriccus ruficeps
- Мухолов строкатий, Poecilotriccus capitalis
- Мухолов рудолобий, Poecilotriccus latirostris
- Мухолов сизоголовий, Poecilotriccus sylvia
- Мухолов колумбійський, Poecilotriccus calopterus
- Мухолов-клинодзьоб плямистий, Todirostrum maculatum
- Мухолов-клинодзьоб сірий, Todirostrum cinereum
- Мухолов-клинодзьоб північний, Todirostrum nigriceps
- Мухолов-клинодзьоб жовтобровий, Todirostrum chrysocrotaphum
- Мухоїд-білозір, Myiotriccus ornatus
- Курета золотовола, Nephelomyias pulcher
- Hirundinea ferruginea
- Біро коричневий, Pyrrhomyias cinnamomeus
- Тиран-малюк омеловий, Zimmerius parvus
- Тиран-малюк венесуельський, Zimmerius improbus
- Тиран-малюк чокоанський, Zimmerius albigularis
- Тиран-малюк елегантний, Zimmerius gracilipes
- Тиран-малюк жовтощокий, Zimmerius chrysops
- Тиран-малюк гірський, Zimmerius minimus
- Каландрита мала, Stigmatura napensis
- Інезія тонкодзьоба, Inezia tenuirostris
- Інезія буроголова, Inezia subflava
- Інезія вохристовола, Inezia caudata
- Тиранчик-рудь білочеревий, Euscarthmus meloryphus
- Тиран-карлик буроголовий, Ornithion brunneicapillus
- Тиран-карлик амазонійський, Ornithion inerme
- Тиранчик-тонкодзьоб південний, Camptostoma obsoletum
- Еленія жовточерева, Elaenia flavogaster
- Еленія карибська, Elaenia martinica
- Еленія сіровола, Elaenia spectabilis
- Еленія білочуба, Elaenia albiceps
- Еленія чилійська, Elaenia chilensis
- Еленія короткодзьоба, Elaenia parvirostris
- Еленія сіра, Elaenia strepera
- Еленія рогата, Elaenia gigas
- Еленія бура, Elaenia pelzelni (H)
- Еленія чубата, Elaenia cristata
- Еленія мала, Elaenia chiriquensis
- Еленія короткокрила, Elaenia brachyptera
- Еленія рудоголова, Elaenia ruficeps
- Еленія гірська, Elaenia frantzii
- Еленія андійська, Elaenia pallatangae
- Тиран жовтоголовий, Tyrannulus elatus
- Тиранець лісовий, Myiopagis gaimardii
- Тиранець сірий, Myiopagis caniceps
- Олалаї, Myiopagis olallai
- Тиранець суринамський, Myiopagis flavivertex
- Тиранець зелений, Myiopagis viridicata
- Тиранчик жовтий, Capsiempis flaveola
- Тиран-крихітка білолобий, Phyllomyias zeledoni
- Тиран-крихітка темноголовий, Phyllomyias griseiceps
- Тиран-крихітка чорноголовий, Phyllomyias nigrocapillus
- Тиран-крихітка еквадорський, Phyllomyias cinereiceps
- Тиран-крихітка золотогузий, Phyllomyias uropygialis
- Тиран-крихітка андійський, Phyllomyias plumbeiceps
- Тиранчик бурий, Phaeomyias murina
- Тиранчик-довгохвіст перуанський, Mecocerculus poecilocercus
- Тиранчик-довгохвіст колумбійський, Mecocerculus stictopterus
- Тиранчик-довгохвіст білогорлий, Mecocerculus leucophrys
- Тиранчик-довгохвіст жовточеревий, Mecocerculus minor
- Торилон жовтоокий, Anairetes parulus
- Тачурі-сірочуб темногорлий, Polystictus pectoralis
- Дорадито андійський, Pseudocolopteryx acutipennis
- Тираник сірий, Serpophaga cinerea
- Тираник річковий, Serpophaga hypoleuca
- Торилон довгохвостий, Uromyias agilis
- Дормілон короткохвостий, Muscigralla brevicauda (V)
- Атіла амазонійський, Attila cinnamomeus
- Атіла колумбійський, Attila torridus
- Атіла жовточеревий, Attila citriniventris
- Атіла білоокий, Attila bolivianus
- Атіла золотогузий, Attila spadiceus
- Тиран-розбійник, Legatus leucophaius
- Тиран-плоскодзьоб малий, Ramphotrigon megacephalum
- Тиран-плоскодзьоб рудохвостий, Ramphotrigon ruficauda
- Тиран-плоскодзьоб темнохвостий, Ramphotrigon fuscicauda
- Pitangus sulphuratus
- Пітанга мала, Philohydor lictor
- Пікабуї, Machetornis rixosa
- Tyrannopsis sulphurea
- Пітанга-великодзьоб, Megarynchus pitangua
- Тиран смугастоволий, Myiodynastes chrysocephalus
- Тиран жовточеревий, Myiodynastes luteiventris
- Тиран смугастий, Myiodynastes maculatus
- Бієнтевіо рудокрилий, Myiozetetes cayanensis
- Бієнтевіо червоноголовий, Myiozetetes similis
- Бієнтевіо сіроголовий, Myiozetetes granadensis
- Бієнтевіо малий, Myiozetetes luteiventris
- Конопа білогорла, Conopias albovittatus
- Конопа жовтогорла, Conopias parvus
- Конопа жовтоброва, Conopias cinchoneti
- Бієнтевіо венесуельський, Phelpsia inornata
- Empidonomus varius
- Туквіто чорноголовий, Griseotyrannus aurantioatrocristatus
- Тиран сіроспинний, Tyrannus niveigularis
- Тиран білогорлий, Tyrannus albogularis (H)
- Тиран тропічний, Tyrannus melancholicus
- Тиран техаський, Tyrannus couchii (SA)
- Тиран вилохвостий, Tyrannus savana
- Тиран королівський, Tyrannus tyrannus
- Тиран сірий, Tyrannus dominicensis
- Планідера руда, Rhytipterna holerythra
- Планідера сіра, Rhytipterna simplex
- Планідера світлочерева, Rhytipterna immunda
- Тиран-свистун чокоанський, Sirystes albogriseus
- Тиран-свистун білогузий, Sirystes albocinereus
- Копетон темноголовий, Myiarchus tuberculifer
- Копетон неотропічний, Myiarchus swainsoni
- Копетон венесуельський, Myiarchus venezuelensis
- Копетон панамський, Myiarchus panamensis
- Копетон чорнодзьобий, Myiarchus ferox
- Копетон колумбійський, Myiarchus apicalis (E)
- Копетон андійський, Myiarchus cephalotes
- Копетон чубатий, Myiarchus crinitus
- Копетон блідий, Myiarchus tyrannulus
- Colonia colonus
- Курета оливкова, Myiophobus flavicans
- Курета схилова, Myiophobus phoenicomitra
- Курета іржаста, Myiophobus fasciatus
- Пітайо сірочеревий, Silvicultrix frontalis
- Пітайо жовточеревий, Silvicultrix diadema
- Пітайо темноспинний, Ochthoeca cinnamomeiventris
- Пітайо рудоволий, Ochthoeca rufipectoralis
- Пітайо іржастий, Ochthoeca fumicolor
- Тиранчик-короткодзьоб північний, Sublegatus arenarum
- Тиранчик-короткодзьоб амазонійський, Sublegatus obscurior
- Тиранчик-короткодзьоб південний, Sublegatus modestus
- Pyrocephalus rubinus
- Віюдита ряба, Fluvicola pica
- Віюдита біла, Fluvicola nengeta
- Віюдита білоголова, Arundinicola leucocephala
- Ада береговий, Knipolegus orenocensis
- Ада рудохвостий, Knipolegus poecilurus
- Ада амазонійський, Knipolegus poecilocercus
- Сатрапа, Satrapa icterophrys
- Muscisaxicola fluviatilis (H)
- Дормілон плямистодзьобий, Muscisaxicola maculirostris
- Дормілон білобровий, Muscisaxicola albilora (V)
- Дормілон скельний, Muscisaxicola alpinus
- Кіптявник сивоголовий, Cnemarchus erythropygius
- Гохо гірський, Agriornis montanus
- Кіптявник смугастогорлий, Myiotheretes striaticollis
- Кіптявник колумбійський, Myiotheretes pernix (E)
- Кіптявник іржастий, Myiotheretes fumigatus
- Пітайо річковий, Ochthornis littoralis
- Москверо бурий, Cnemotriccus fuscatus
- Москверо панамський, Aphanotriccus audax
- Москверо бронзовий, Lathrotriccus euleri
- Монудо рудий, Mitrephanes phaeocercus
- Sayornis nigricans
- Піві-малюк оливковий, Empidonax virescens
- Піві-малюк вербовий, Empidonax traillii
- Піві-малюк сизий, Empidonax minimus (SA)
- Піві-малюк вільховий, Empidonax alnorum
- Піві північний, Contopus cooperi
- Піві сивий, Contopus fumigatus
- Піві бурий, Contopus sordidulus
- Піві лісовий, Contopus virens
- Піві сірий, Contopus cinereus

### Родина:Віреонові(Vireonidae)
- Віреон рудобровий, Cyclarhis gujanensis
- Віреон колумбійський, Cyclarhis nigrirostris
- Віреончик чагарниковий, Hylophilus flavipes
- Віреончик сірошиїй, Hylophilus semicinereus (H)
- Віреончик буроголовий, Hylophilus brunneiceps
- Віреончик жовтоволий, Hylophilus thoracicus
- Віреон жовтобровий, Vireolanius eximius
- Віреон сіроголовий, Vireolanius leucotis
- Віреончик рудолобий, Tunchiornis ochraceiceps
- Віреончик білочеревий, Pachysylvia decurtata
- Віреончик вохристий, Pachysylvia hypoxantha
- Віреончик золотолобий, Pachysylvia aurantiifrons
- Віреончик іржастоголовий, Pachysylvia semibrunnea
- Віреон острівний, Vireo approximans (SA)
- Віреон білоокий, Vireo griseus (SA)
- Віреон карибський, Vireo caribaeus (SA)
- Віреон жовтогорлий, Vireo flavifrons
- Віреон світлокрилий, Vireo masteri
- Віреон цитриновий, Vireo philadelphicus
- Віреон андійський, Vireo leucophrys
- Віреон червоноокий, Vireo olivaceus
- Віреон білочеревий, Vireo flavoviridis
- Віреон чорновусий, Vireo altiloquus

### Родина:Воронові(Corvidae)
- Гагер світлогорлий, Cyanolyca armillata
- Гагер бірюзовий, Cyanolyca turcosa
- Гагер колумбійський, Cyanolyca pulchra
- Пая гіацинтова, Cyanocorax violaceus
- Пая синьоброва, Cyanocorax affinis
- Пая венесуельська, Cyanocorax heilprini
- Пая зелена, Cyanocorax yncas

### Родина:Жайворонкові(Alaudidae)
- Жайворонок рогатий, Eremophila alpestris

### Родина:Ластівкові(Hirundinidae)
- Ластовиця патагонська, Pygochelidon cyanoleuca
- Ластівка чорношия, Pygochelidon melanoleuca
- Ластівка рудоголова, Alopochelidon fucata
- Ластовиця бурочерева, Orochelidon murina
- Ластовиця рудогорла, Orochelidon flavipes
- Ластівка білосмуга, Atticora fasciata
- Ластівка карликова, Atticora tibialis
- Ластівка пампасова, Stelgidopteryx ruficollis
- Щурик бурий, Progne tapera
- Щурик пурпуровий, Progne subis
- Щурик сірогорлий, Progne chalybea
- Щурик південний, Progne elegans (H)
- Білозорка річкова, Tachycineta bicolor
- Білозорка білокрила, Tachycineta albiventer
- Ластівка берегова, Riparia riparia
- Ластівка сільська, Hirundo rustica
- Ясківка білолоба, Petrochelidon pyrrhonota
- Ясківка печерна, Petrochelidon fulva (V) (SA)[3]

### Родина:Воловоочкові(Troglodytidae)
- Шпалюшок амазонійський, Microcerculus marginatus
- Царик сизий, Odontorchilus branickii
- Волоочко співоче, Troglodytes aedon
- Волоочко вохристе, Troglodytes ochraceus
- Волоочко гірське, Troglodytes solstitialis
- Волоочко скельне, Troglodytes monticola (E)   CR
- Овад річковий, Cistothorus platensis
- Овад великий, Cistothorus apolinari (E)
- Різжак білоголовий, Campylorhynchus albobrunneus
- Різжак тигровий, Campylorhynchus zonatus
- Різжак венесуельський, Campylorhynchus nuchalis
- Різжак білобровий, Campylorhynchus griseus
- Різжак дроздовий, Campylorhynchus turdinus
- Поплітник чорноголовий, Pheugopedius spadix
- Поплітник білогорлий, Pheugopedius fasciatoventris
- Поплітник рудоспинний, Pheugopedius euophrys
- Поплітник смугастощокий, Pheugopedius mystacalis
- Поплітник темнощокий, Pheugopedius coraya
- Поплітник рудоволий, Pheugopedius rutilus
- Поплітник плямистоволий, Pheugopedius sclateri
- Поплітник іржастий, Thryophilus rufalbus
- Поплітник антіоквіанський, Thryophilus sernai (E)   EN
- Поплітник колумбійський, Thryophilus nicefori (E)   CR
- Поплітник смугастогорлий, Cantorchilus leucopogon
- Поплітник каштановий, Cantorchilus nigricapillus
- Поплітник амазонійський, Cantorchilus leucotis
- Каштанник андійський, Cinnycerthia unirufa
- Каштанник колумбійський, Cinnycerthia olivascens
- Тріщук біловолий, Henicorhina leucosticta
- Тріщук сіроволий, Henicorhina leucophrys
- Тріщук санта-мартанський, Henicorhina anachoreta (E)
- Тріщук великий, Henicorhina negreti (E)
- Тріскопліт андійський, Cyphorhinus thoracicus
- Тріскопліт співочий, Cyphorhinus phaeocephalus
- Тріскопліт рудолобий, Cyphorhinus arada

### Родина:Комароловкові(Polioptilidae)
- Комароловка білоброва, Microbates collaris
- Комароловка рудощока, Microbates cinereiventris
- Комароловка довгодзьоба, Ramphocaenus melanurus
- Комароловка тропічна, Polioptila plumbea
- Комароловка венесуельська, Polioptila facilis (H)
- Комароловка сірогорла, Polioptila schistaceigula

### Родина:Donacobiidae
- Мімик, Donacobius atricapilla

### Родина:Пронуркові(Cinclidae)
- Пронурок білоголовий, Cinclus leucocephalus

### Родина:Омелюхові(Bombycillidae)
- Омелюх американський, Bombycilla cedrorum (V)

### Родина:Дроздові(Turdidae)
- Солітаріо панамський, Myadestes coloratus
- Солітаріо андійський, Myadestes ralloides
- Дрізд-короткодзьоб південний, Catharus aurantiirostris
- Дрізд-короткодзьоб сірий, Catharus fuscater
- Дрізд-короткодзьоб андійський, Catharus maculatus
- Дрізд-короткодзьоб бурий, Catharus fuscescens
- Дрізд-короткодзьоб малий, Catharus minimus
- Дрізд-короткодзьоб Свенсона, Catharus ustulatus
- Дрізд лісовий, Hylocichla mustelina
- Кларіно чорний, Entomodestes coracinus
- Дрізд-самітник, Cichlopsis leucogenys
- Дроздик світлоокий, Turdus leucops
- Дроздик жовтоногий, Turdus flavipes
- Дрізд світлогрудий, Turdus leucomelas
- Дрізд рудий, Turdus fumigatus
- Дрізд амазонійський, Turdus hauxwelli
- Дрізд світлочеревий, Turdus obsoletus
- Дрізд бронзовий, Turdus grayi
- Дрізд голоокий, Turdus nudigenis
- Дрізд лучний, Turdus sanchezorum
- Дрізд брунатний, Turdus lawrencii
- Дрізд чорнодзьобий, Turdus ignobilis
- Дрізд кампінаський, Turdus arthuri
- Дрізд кордильєрський, Turdus fulviventris
- Дрізд капуциновий, Turdus olivater
- Дрізд великий, Turdus fuscater
- Дрізд андійський, Turdus serranus
- Дрізд колумбійський, Turdus daguae
- Дрізд білосмугий, Turdus albicollis

### Родина:Пересмішникові(Mimidae)
- Пересмішник сірий, Dumetella carolinensis
- Пересмішник сивий, Mimus gilvus

### Родина:Астрильдові(Estrildidae)
- Мунія трибарвна, Lonchura malacca (I)

### Родина:Горобцеві(Passeridae)
- Горобець хатній, Passer domesticus (I)

### Родина:Плискові(Motacillidae)
- Щеврик американський, Anthus rubescens (SA) (H)
- Щеврик пампасовий, Anthus chii
- Щеврик андійський, Anthus bogotensis

### Родина:В'юркові(Fringillidae)
- Spinus spinescens
- Чиж бразильський, Spinus yarrellii (V)
- Чиж червоний, Spinus cucullatus
- Spinus magellanicus
- Чиж жовточеревий, Spinus xanthogastrus
- Чиж малий, Spinus psaltria
- Гутурама темнощока, Chlorophonia cyanocephala
- Органіст синьошиїй, Chlorophonia cyanea
- Органіст чорнобровий, Chlorophonia pyrrhophrys
- Органіст пектораловий, Chlorophonia flavirostris
- Гутурама золотиста, Euphonia saturata
- Гутурама сіра, Euphonia plumbea
- Гутурама пурпуровоголова, Euphonia chlorotica
- Гутурама колумбійська, Euphonia concinna (E)
- Гутурама тринідадська, Euphonia trinitatis
- Гутурама світлогорла, Euphonia chrysopasta
- Гутурама білогуза, Euphonia minuta
- Гутурама західна, Euphonia laniirostris
- Гутурама пістрявобока, Euphonia fulvicrissa
- Гутурама рудоголова, Euphonia anneae
- Гутурама золотолоба, Euphonia xanthogaster
- Гутурама зелена, Euphonia mesochrysa
- Гутурама рудочерева, Euphonia rufiventris

### Родина:Rhodinocichlidae
- Кео, Rhodinocichla rosea

### Родина:Passerellidae
- Вівсянка танагрова, Oreothraupis arremonops
- Зеленник жовтогорлий, Chlorospingus flavigularis
- Зеленник короткодзьобий, Chlorospingus parvirostris
- Зеленник сивогорлий, Chlorospingus canigularis
- Зеленник мінливобарвний, Chlorospingus flavopectus
- Зеленник такаркунський, Chlorospingus tacarcunae
- Зеленник чорнощокий, Chlorospingus inornatus
- Зеленник сірогрудий, Chlorospingus semifuscus
- Багновець прерієвий, Ammodramus savannarum
- Багновець південний, Ammodramus humeralis
- Багновець жовтощокий, Ammodramus aurifrons
- Риджвея сивоголова, Arremonops conirostris
- Риджвея токуянська, Arremonops tocuyensis
- Тихоголос санта-мартійський, Arremon basilicus (E)
- Тихоголос периджійський, Arremon perijanus
- Тихоголос чорноголовий, Arremon atricapillus
- Тихоголос великий, Arremon assimilis
- Тихоголос золотодзьобий, Arremon aurantiirostris
- Тихоголос золотокрилий, Arremon schlegeli
- Тихоголос амазонійський, Arremon taciturnus
- Заросляк каштановоголовий, Arremon brunneinucha
- Рудоголов біловусий, Arremon crassirostris
- Рудоголов оливковий, Arremon castaneiceps
- Карнатка бліда, Spizella pallida (V)
- Бруант рудошиїй, Zonotrichia capensis
- Пасовка вохриста, Melospiza lincolnii (V)[4]
- Вівсянка саванова, Passerculus sandwichensis (SA) (H)
- Заросляк великий, Atlapetes albinucha
- Заросляк вусатий, Atlapetes albofrenatus
- Заросляк санта-мартійський, Atlapetes melanocephalus (E)
- Заросляк вохристоволий, Atlapetes semirufus
- Заросляк жовтоголовий, Atlapetes flaviceps (E)
- Заросляк колумбійський, Atlapetes fuscoolivaceus (E)
- Заросляк еквадорський, Atlapetes leucopis
- Заросляк золотоголовий, Atlapetes crassus
- Заросляк сірогрудий, Atlapetes schistaceus
- Заросляк рудолобий, Atlapetes pallidinucha
- Заросляк антіоквійський, Atlapetes blancae (E)   CR
- Заросляк жовтоволий, Atlapetes latinuchus
- Заросляк периханський, Atlapetes nigrifrons

### Родина:Трупіалові(Icteridae)
- Гоглу, Dolichonyx oryzivorus
- Шпаркос східний, Sturnella magna
- Шпаркос савановий, Leistes militaris
- Шпаркос короткохвостий, Leistes bellicosus
- Касик жовтодзьобий, Amblycercus holosericeus
- Конота іржаста, Psarocolius angustifrons
- Конота зелена, Psarocolius viridis
- Конота товстодзьоба, Psarocolius wagleri
- Шапу, Psarocolius decumanus
- Конота чорна, Psarocolius guatimozinus
- Конота колумбійська, Psarocolius cassini (E)
- Конота бразильська, Psarocolius bifasciatus
- Касик чорний, Cacicus solitarius
- Касик еквадорський, Cacicus sclateri
- Касик середній, Cacicus microrhynchus
- Касик багряногузий, Cacicus uropygialis
- Касик жовтохвостий, Cacicus cela
- Касик жовтогузий, Cacicus leucoramphus
- Конота мала, Cacicus latirostris
- Касик червоногузий, Cacicus haemorrhous
- Конота еквадорська, Cacicus oseryi
- Трупіал венесуельський, Icterus icterus
- Трупіал пломенистий, Icterus croconotus
- Трупіал жовтохвостий, Icterus mesomelas
- Трупіал жовтоплечий, Icterus cayanensis
- Трупіал садовий, Icterus spurius
- Трупіал золотоголовий, Icterus auricapillus
- Трупіал чорнокрилий, Icterus chrysater
- Трупіал балтиморський, Icterus galbula
- Трупіал цитриновий, Icterus nigrogularis
- Трупіал білокрилий, Icterus leucopteryx (SA)
- Вашер великий, Molothrus oryzivorus
- Вашер червоноокий, Molothrus aeneus[5][6]
- Вашер синій, Molothrus bonariensis
- Вашер бронзовий, Molothrus armenti (Е)
- Трупіал-чернець чагарниковий, Dives warczewiczi
- Гракл карибський, Quiscalus lugubris
- Гракл великохвостий, Quiscalus mexicanus
- Трупіал танагровий, Lampropsar tanagrinus
- Трупіал колумбійський, Hypopyrrhus pyrohypogaster (E)
- Потеліжник, Gymnomystax mexicanus
- Еполетик колумбійський, Macroagelaius subalaris (E)
- Каруг жовтоголовий, Chrysomus icterocephalus

### Родина:Піснярові(Parulidae)
- Смугастоволець оливковий, Seiurus aurocapilla
- Пісняр-борсучок, Helmitheros vermivorum
- Смугастоволець білобровий, Parkesia motacilla
- Смугастоволець річковий, Parkesia noveboracensis
- Червоїд золотокрилий, Vermivora chrysoptera
- Червоїд жовтоголовий, Vermivora cyanoptera
- Пісняр строкатий, Mniotilta varia
- Пісняр жовтий, Protonotaria citrea
- Пісняр бурий, Limnothlypis swainsonii (SA)
- Червоїд світлобровий, Oreothlypis peregrina
- Червоїд сіроголовий, Oreothlypis ruficapilla (SA)
- Цитринка сіровола, Oporornis agilis
- Жовтогорлик південний, Geothlypis aequinoctialis
- Цитринка чорновола, Geothlypis philadelphia
- Цитринка жовтогорла, Geothlypis formosa
- Жовтогорлик оливковоголовий, Geothlypis semiflava
- Жовтогорлик північний, Geothlypis trichas (V)
- Болотянка чорногорла, Setophaga citrina (V)
- Пісняр горихвістковий, Setophaga ruticilla
- Пісняр-лісовик рудощокий, Setophaga tigrina (H)
- Пісняр-лісовик блакитний, Setophaga cerulea
- Пісняр північний, Setophaga americana
- Пісняр тропічний, Setophaga pitiayumi
- Пісняр-лісовик канадський, Setophaga magnolia (V)
- Пісняр-лісовик каштановий, Setophaga castanea
- Пісняр-лісовик рудоволий, Setophaga fusca
- Пісняр-лісовик золотистий, Setophaga petechia
- Пісняр-лісовик рудобокий, Setophaga pensylvanica
- Пісняр-лісовик білощокий, Setophaga striata
- Пісняр-лісовик сизий, Setophaga caerulescens (V)
- Пісняр-лісовик рудоголовий, Setophaga palmarum (H)
- Пісняр-лісовик сосновий, Setophaga pinus (SA)
- Пісняр-лісовик жовтогузий, Setophaga coronata (V)
- Пісняр-лісовик чорнощокий, Setophaga dominica (V)
- Пісняр-лісовик прерієвий, Setophaga discolor (V)
- Пісняр-лісовик західний, Setophaga townsendi (V)
- Пісняр-лісовик чорногорлий, Setophaga virens (V)
- Коронник оливковий, Myiothlypis luteoviridis
- Коронник санта-мартійський, Myiothlypis basilica (E)
- Коронник жовтий, Myiothlypis flaveola
- Коронник чорноголовий, Myiothlypis nigrocristata
- Коронник блідий, Myiothlypis fulvicauda
- Коронник золоточеревий, Myiothlypis chrysogaster
- Коронник колумбійський, Myiothlypis conspicillata (E)
- Коронник сірогорлий, Myiothlypis cinereicollis
- Коронник сірощокий, Myiothlypis coronata
- Basileuterus delattrii
- Коронник малий, Basileuterus culicivorus
- Коронник панамський, Basileuterus ignotus
- Коронник смугастоголовий, Basileuterus tristriatus
- Болотянка строкатовола, Cardellina canadensis
- Болотянка мала, Cardellina pusilla (V)
- Чернітка чорногорла, Myioborus miniatus
- Чернітка колумбійська, Myioborus flavivertex (E)
- Чернітка золотолоба, Myioborus ornatus
- Чернітка перуанська, Myioborus melanocephalus

### Родина:Mitrospingidae
- Танагра-потрост темнощока, Mitrospingus cassinii

### Родина:Кардиналові(Cardinalidae)
- Піранга сонцепера, Piranga flava
- Піранга пломениста, Piranga rubra
- Піранга кармінова, Piranga olivacea
- Піранга жовточерева, Piranga rubriceps
- Піранга білокрила, Piranga leucoptera
- Габія кармінова, Habia rubica
- Габія червоногорла, Habia fuscicauda
- Габія колумбійська, Habia gutturalis (E)
- Габія довгочуба, Habia cristata (E)
- Танагра-широкодзьоб оливкова, Chlorothraupis carmioli
- Танагра-широкодзьоб колумбійська, Chlorothraupis olivacea
- Танагра-широкодзьоб вохристовола, Chlorothraupis stolzmanni
- Кардинал-довбоніс жовточеревий, Pheucticus chrysogaster
- Кардинал-довбоніс золоточеревий, Pheucticus aureoventris
- Кардинал-довбоніс червоноволий, Pheucticus ludovicianus
- Гранатела мала, Granatellus pelzelni
- Кардинал південний, Cardinalis phoeniceus
- Кардинал жовточеревий, Caryothraustes canadensis
- Семілеро синій, Amaurospiza concolor
- Лускар сизий, Cyanoloxia cyanoides
- Лускар бірюзовий, Cyanoloxia rothschildii
- Лускар ультрамариновий (Cyanoloxia brissonii)
- Скригнатка синя, Passerina caerulea (V)
- Скригнатка індигова Passerina cyanea (V)
- Скригнатка райдужна, Passerina ciris (SA)
- Лускун, Spiza americana

### Родина:Саякові(Thraupidae)
- Танагрець масковий, Nemosia pileata
- Тангар білоголовий, Sericossypha albocristata
- Кардинал рябогорлий, Parkerthraustes humeralis
- Плюшівник золотолобий, Catamblyrhynchus diadema
- Саї великий, Chlorophanes spiza
- Саї малий, Iridophanes pulcherrimus
- Танагрик колумбійський, Chrysothlypis salmoni
- Танагра-інка червоноброва, Heterospingus xanthopygius
- Танагрик чорнощокий, Hemithraupis guira
- Танагрик жовтогорлий, Hemithraupis flavicollis
- Тамаруго мангровий, Conirostrum bicolor
- Тамаруго рудогузий, Conirostrum speciosum
- Тамаруго білощокий, Conirostrum leucogenys
- Танагра велика, Conirostrum binghami
- Тамаруго чорноголовий, Conirostrum sitticolor
- Тамаруго великий, Conirostrum albifrons
- Тамаруго колумбійський, Conirostrum rufum
- Тамаруго сірий, Conirostrum cinereum
- Посвірж лимонний, Sicalis citrina
- Посвірж червонолобий, Sicalis columbiana
- Посвірж золотоголовий, Sicalis flaveola
- Посвірж короткодзьобий, Sicalis luteola
- Вівсянчик сірий, Geospizopsis unicolor
- Насіннєїд малий, Catamenia analis
- Насіннєїд великий, Catamenia inornata
- Насіннєїд тонкодзьобий, Catamenia homochroa
- Квіткокол колумбійський, Diglossa gloriosissima (E)
- Квіткокол блискотливий, Diglossa lafresnayii
- Квіткокол чорний, Diglossa humeralis
- Квіткокол чорногорлий, Diglossa brunneiventris
- Квіткокол білобокий, Diglossa albilatera
- Квіткокол індиговий, Diglossa indigotica
- Квіткокол рудочеревий, Diglossa sittoides
- Квіткокол ультрамариновий, Diglossa glauca
- Квіткокол блакитний, Diglossa caerulescens
- Квіткокол масковий, Diglossa cyanea
- Шиферка андійська, Haplospiza rustica
- Якарина, Volatinia jacarina
- Тангарник строкатий, Conothraupis speculigera (V)
- Беретник рудочеревий, Creurgops verticalis
- Танагра-жалібниця вогнисточуба, Loriotus cristatus
- Танагра-жалібниця білоплеча, Loriotus luctuosus
- Танагра-жалібниця золоточуба, Tachyphonus surinamus
- Танагра-жалібниця нікарагуанська, Tachyphonus delatrii
- Танагра-жалібниця велика, Tachyphonus rufus
- Танагра-жалібниця червоноплеча, Tachyphonus phoenicius
- Танагра сіроголова, Eucometis penicillata
- Червоночубик сірий, Coryphospingus pileatus
- Тапіранга маскова, Ramphocelus nigrogularis
- Тапіранга червона, Ramphocelus dimidiatus
- Тапіранга пурпурова, Ramphocelus carbo
- Тапіранга жовтогуза, Ramphocelus icteronotus
- Тапіранга вогнистогуза, Ramphocelus flammigerus (E)
- Танагра-сикіт рудогуза, Lanio fulvus
- Кармінка, Rhodospingus cruentus (H)
- Танагра-медоїд короткодзьоба, Cyanerpes nitidus
- Танагра-медоїд лазурова, Cyanerpes lucidus
- Танагра-медоїд пурпурова, Cyanerpes caeruleus
- Танагра-медоїд бірюзова, Cyanerpes cyaneus
- Терзина, Tersina viridis
- Цукрист білочеревий, Dacnis albiventris
- Цукрист масковий, Dacnis lineata
- Цукрист жовтоплечий, Dacnis egregia
- Цукрист жовточеревий, Dacnis flaviventer
- Цукрист бірюзовий, Dacnis hartlaubi (E)
- Цукрист синьощокий, Dacnis venusta
- Цукрист блакитний, Dacnis cayana
- Цукрист панамський, Dacnis viguieri
- Цукрист червоногрудий, Dacnis berlepschi
- Зерноїд острівний, Sporophila bouvronides
- Зерноїд біловусий, Sporophila lineola
- Зерноїд рудогорлий, Sporophila telasco
- Зерноїд рудочеревий, Sporophila castaneiventris
- Зерноїд малий, Sporophila minuta
- Рисоїд північний, Sporophila funerea
- Рисоїд чорноголовий, Sporophila angolensis
- Рисоїд болотяний, Sporophila crassirostris
- Зерноїд вороний, Sporophila corvina
- Зерноїд золотодзьобий, Sporophila intermedia
- Зерноїд колумбійський, Sporophila murallae
- Вівсянка білошия, Sporophila fringilloides
- Зерноїд чорнорябий, Sporophila luctuosa
- Зерноїд чорнощокий, Sporophila nigricollis
- Зерноїд мальований, Sporophila caerulescens
- Зерноїд попелястий, Sporophila schistacea
- Зерноїд сивий, Sporophila plumbea
- Зернолуск великий, Saltator maximus
- Зернолуск чорнокрилий, Saltator atripennis
- Зернолуск рудобокий, Saltator orenocensis
- Зернолуск сірий, Saltator coerulescens
- Saltator olivascens
- Зернолуск смугастоволий, Saltator striatipectus
- Зернолуск масковий, Saltator cinctus
- Зернолуск білогорлий, Saltator grossus
- Трав'янець гострохвостий, Emberizoides herbicola
- Зеленяр чорноголовий, Pseudospingus verticalis
- Зеленник сіроголовий, Cnemoscopus rubrirostris
- Зеленяр білобровий, Kleinothraupis atropileus
- Зеленяр оливковий, Sphenopsis frontalis
- Зеленяр чорнощокий, Sphenopsis melanotis
- Зеленяр західний, Sphenopsis ochracea
- Каптурник золотоголовий, Thlypopsis sordida
- Каптурник рудоголовий, Thlypopsis fulviceps
- Зеленяр світлобровий, Thlypopsis superciliaris
- Каптурник рудогрудий, Thlypopsis ornata
- Плюшівник чорний, Urothraupis stolzmanni
- Цереба, Coereba flaveola
- Потрост золотогорлий, Tiaris olivaceus
- Потрост бурий, Asemospiza obscura
- Потрост чорний, Asemospiza fuliginosa
- Потрост чорноволий, Melanospiza bicolor
- Танагра-білозір зелена, Chlorochrysa phoenicotis
- Танагра-білозір чорногорла, Chlorochrysa calliparaea
- Танагра-білозір колумбійська, Chlorochrysa nitidissima (E)
- Paroaria nigrogenis
- Paroaria gularis
- Тангар чорнощокий, Schistochlamys melanopis
- Тангар строкатий, Cissopis leverianus
- Тапіранга чорногорла, Calochaetes coccineus
- Блакитнар золотогорлий, Iridosornis porphyrocephalus
- Блакитнар жовтогорлий, Iridosornis analis
- Блакитнар золотоголовий, Iridosornis rufivertex
- Блакитар вохристочеревий, Pipraeidea melanonota
- Блакитнар вохристоволий, Dubusia taeniata
- Андагра чорнощока, Anisognathus melanogenys (E)
- Андагра сиза, Anisognathus lacrymosus
- Андагра червонощока, Anisognathus igniventris
- Андагра жовтоголова, Anisognathus somptuosus
- Андагра чорногорла, Anisognathus notabilis
- Танагра-короткодзьоб гірська, Buthraupis montana
- Танагра-короткодзьоб маскова, Tephrophilus wetmorei
- Саяка синьоголова, Sporathraupis cyanocephala
- Танагра червононога, Chlorornis riefferii
- Танагра-короткодзьоб чорновола, Cnemathraupis eximia
- Зеленник еквадорський, Bangsia flavovirens
- Аркея жовто-синя, Bangsia arcaei
- Аркея колумбійська, Bangsia melanochlamys (E)
- Аркея золотовола, Bangsia rothschildi
- Аркея синьощока, Bangsia edwardsi
- Аркея золотощока, Bangsia aureocincta (E)
- Танагра блакитна, Chalcothraupis ruficervix
- Танагра еквадорська, Poecilostreptus palmeri
- Танагра синьокрила, Stilpnia cyanoptera
- Танагра чорноголова, Stilpnia heinei
- Танагра вохриста, Stilpnia cayana
- Танагра чагарникова, Stilpnia vitriolina
- Танагра маскова, Stilpnia nigrocincta
- Танагра синьощока, Stilpnia larvata
- Танагра блакитношия, Stilpnia cyanicollis
- Танагра синя, Tangara vassorii
- Танагра берилова, Tangara nigroviridis
- Танагра панамська, Tangara fucosa
- Танагра блискотлива, Tangara labradorides
- Танагра синьоброва, Tangara cyanotis
- Танагра сіра, Tangara inornata
- Танагра бірюзова, Tangara mexicana
- Танагра зеленоголова, Tangara chilensis
- Танагра червоночерева, Tangara velia
- Танагра гіацинтова, Tangara callophrys
- Танагра рудокрила, Tangara lavinia
- Гирола, Tangara gyrola
- Танагра колумбійська, Tangara chrysotis
- Танагра жовтоголова, Tangara xanthocephala
- Танагра вогнистощока, Tangara parzudakii
- Танагра золотогруда, Tangara schrankii
- Танагра синьовуса, Tangara johannae
- Танагра золота, Tangara arthus
- Танагра смарагдова, Tangara florida
- Танагра цитринова, Tangara icterocephala
- Саяка блакитна, Thraupis episcopus
- Саяка венесуельська, Thraupis glaucocolpa
- Саяка пальмова, Thraupis palmarum
- Танагра рудогорла, Ixothraupis rufigula
- Танагра цяткована, Ixothraupis guttata
- Танагра жовточерева, Ixothraupis xanthogastra
- Танагра дроздова, Ixothraupis punctata